# Invasión española de Portugal de 1762
La Invasión española de Portugal entre el 5 de mayo y el 24 de noviembre de 1762 fue un episodio militar de la Guerra de los Siete Años, en el cual España y Francia invadieron Portugal en tres ocasiones y en todas fueron derrotados por la Alianza anglo-portuguesa. Inicialmente en los combates solo participaron fuerzas de España y Portugal, antes de que los franceses y los británicos intervinieran en el conflicto para favorecer a sus respectivos aliados. Esta campaña estuvo fuertemente marcada por una guerra de guerrillas de corte nacionalista en las comarcas montañosas de Portugal, que cortaba los suministros de los ejércitos españoles, y un campesinado hostil que practicó una política de tierra quemada a medida que se acercaban los ejércitos invasores, dejando a estos faltos de suministros.
Durante la primera invasión, 22 000 españoles comandados por Nicolás de Carvajal, marqués de Sarria, entraron a la provincia de Trás-os-Montes (noreste de Portugal) con el objetivo final de conquistar Oporto. Tras ocupar con éxito algunas fortalezas, se vieron enfrentados a un levantamiento nacional. Aprovechando el terreno montañoso, las guerrillas infligieron grandes pérdidas a los invasores y prácticamente cortaron las líneas de comunicación con España, causando escasez de suministros esenciales. Al borde de la inanición, los españoles trataron de conquistar Oporto rápidamente, pero fueron derrotados en la batalla del Duero y en Montalegre antes de retirarse a España. Después de este fracaso, el comandante español fue sustituido por Pedro Pablo Abarca de Bolea, conde de Aranda.
Mientras tanto, una tropa de 7104 británicos se estableció en Lisboa, lo que condujo a una reorganización masiva del ejército portugués bajo el mando del jefe supremo de la alianza, el conde de Schaumburg-Lippe.
Durante la segunda invasión de Portugal, 42 000 hispano-franceses bajo las órdenes de Aranda tomaron Almeida y varias otras plazas fuertes, mientras que el ejército anglo-portugués detuvo otra invasión española en la provincia de Alentejo, y contraatacó hacia el territorio español de Valencia de Alcántara, donde un tercer cuerpo español se estaba reuniendo para la invasión.
Los aliados luso-británicos lograron detener al ejército invasor en las montañas al este de Abrantes, donde la pendiente del terreno era elevada para el ejército franco-español, pero muy suave para los anglo-portugueses, lo que facilitó el suministro y los movimientos de los últimos. Los anglo-portugueses también impidieron a los invasores cruzar el río Tajo y los derrotaron en Vila Velha.
El ejército hispano-francés (cuyas líneas de suministro con España habían sido cortadas por la guerrilla) fue prácticamente destruido por una estrategia de tierra quemada: los campesinos abandonaron todos los pueblos de los alrededores, llevándose con ellos o destruyendo todo cultivo, la comida y todo lo que pudiese ser utilizado por los invasores, incluyendo las carreteras y las casas. El gobierno portugués también alentó a la deserción entre los invasores ofreciendo grandes sumas de dinero a todos los que desertasen, se uniesen al bando opuesto o no. El resultado final fue la desintegración del ejército franco-español, que fue obligado a retirarse a Castelo Branco (más cerca de la frontera) cuando una fuerza portuguesa bajo las órdenes de Townshend realizó un movimiento envolvente hacia su retaguardia. Según un observador británico, los invasores sufrieron pérdidas de unos 30 000 soldados (casi tres cuartas partes del ejército original), causadas principalmente por el hambre, la deserción y la captura durante la persecución de los remanentes franco-españoles por el ejército anglo-portugués y el campesinado.
Por último, el ejército anglo-portugués tomó los cuarteles españoles en Castelo Branco, capturando a un gran número de españoles, heridos y enfermos que Aranda había dejado atrás cuando se tuvo que retirar a España, después de un segundo movimiento envolvente aliado.
Durante la tercera invasión de Portugal, los españoles atacaron Marvão y Ouguela, pero fueron rechazados con serias bajas. El ejército anglo-portugués dejó sus cuarteles de invierno y persiguió a los españoles en retirada, capturando algunos prisioneros; y un cuerpo portugués entró en España y tomó más prisioneros en La Codosera. El 24 de noviembre, Aranda pidió un alto el fuego que fue aceptado y fue firmado por el conde de Schaumburg-Lippe el 1 de diciembre de 1762.
Un breve resumen de la triple invasión de Portugal:

El primer objetivo de los aliados gobiernos de España y Francia era invadir Portugal, el antiguo aliado de Gran Bretaña, que se suponía era totalmente incapaz de defenderse contra una confederación tan formidable... ese reino débil e indefenso fue invadido poco después en tres sitios distintos por tres ejércitos españoles, tal fue el espíritu de patriotismo despertado entre los campesinos por unos pocos oficiales británicos, que los invasores fueron rechazados, y finalmente obligados a retrocer en desgracia.
The first object of the allied governments of Spain and France was to invade Portugal, the ancient ally of Great Britain, which was supposed to be wholly incapable of defending itself against so formidable a confederacy... that feeble and defenceless kingdom was invaded shortly afterwards at three distinct points by three Spanish armies, such was the spirit of patriotism awaked among the peasantry by a few British officers, that the invaders were repulsed, and ultimately driven back in disgrace.
Studies in history

## España y Portugal intentan mantenerse neutrales
Durante la Guerra de los siete años, la flota británica bajo las órdenes del admirante Boscawen atacaron en 1758 a la flota francesa en aguas portuguesas frente a Lagos, Algarve. Tres naves francesas fueron capturadas y dos fueron quemadas. Portugal, aunque un viejo aliado de Gran Bretaña, había declarado su neutralidad y entonces el primer ministro portugués, Sebastião José de Carvalho e Melo, marqués de Pombal, había pedido a Gran Bretaña una satisfacción por tales hechos perpetrados. El gobierno británico pidió disculpas a rey de Portugal, José I, enviando una delegación especial a Lisboa, aunque los navíos no fueron devueltos, como demandaba Francia (Pombal había previamente informado a William Pitt, Earl de Chatham que no esperaba que ello ocurriese). El gobierno portugués asistió materialmente a las guarniciones francesas que se habían refugiado en Lagos después de la batalla. El rey de Francia, Luis XV, agradeció a José I por la asistencia dada a los m
, debido a incidentes menores entre los residentes británicos y los franceses: en una ocasión, el cónsul británico en Faro advirtió en secreto a las fragatas británicas que entrasen en el puerto y la ciudad para impedir la descarga de un buque francés; y en Viana do Castelo, mercaderes británicos equiparon un barco con armas y retomaron de un corsario francés un barco inglés que había sido capturado. Sin embargo, el rey y el gobierno de Portugal se comprometieron firmemente a mantener al país fuera de la guerra.
Los franceses estaban presionando cada vez más a una España reacia a entrar en la guerra de su lado (mientras que inició negociaciones secretas con Gran Bretaña para acabar con ella). Ambos países finalmente firmaron el famoso III Pacto de Familia el 15 de agosto de 1761, un "sistema continental" planificado principalmente para aislar a Gran Bretaña de Europa. No obstante, unas naves británicas interceptaron la correspondencia oficial de España hacia Francia y así una cláusula secreta fue descubierta. Según ella, España declararía la guerra a Gran Bretaña el 1 de mayo de 1762. Gran Bretaña se anticipó a España, y declaró la guerra antes, el 2 de enero de 1762.

## El ultimátum hispano-francés

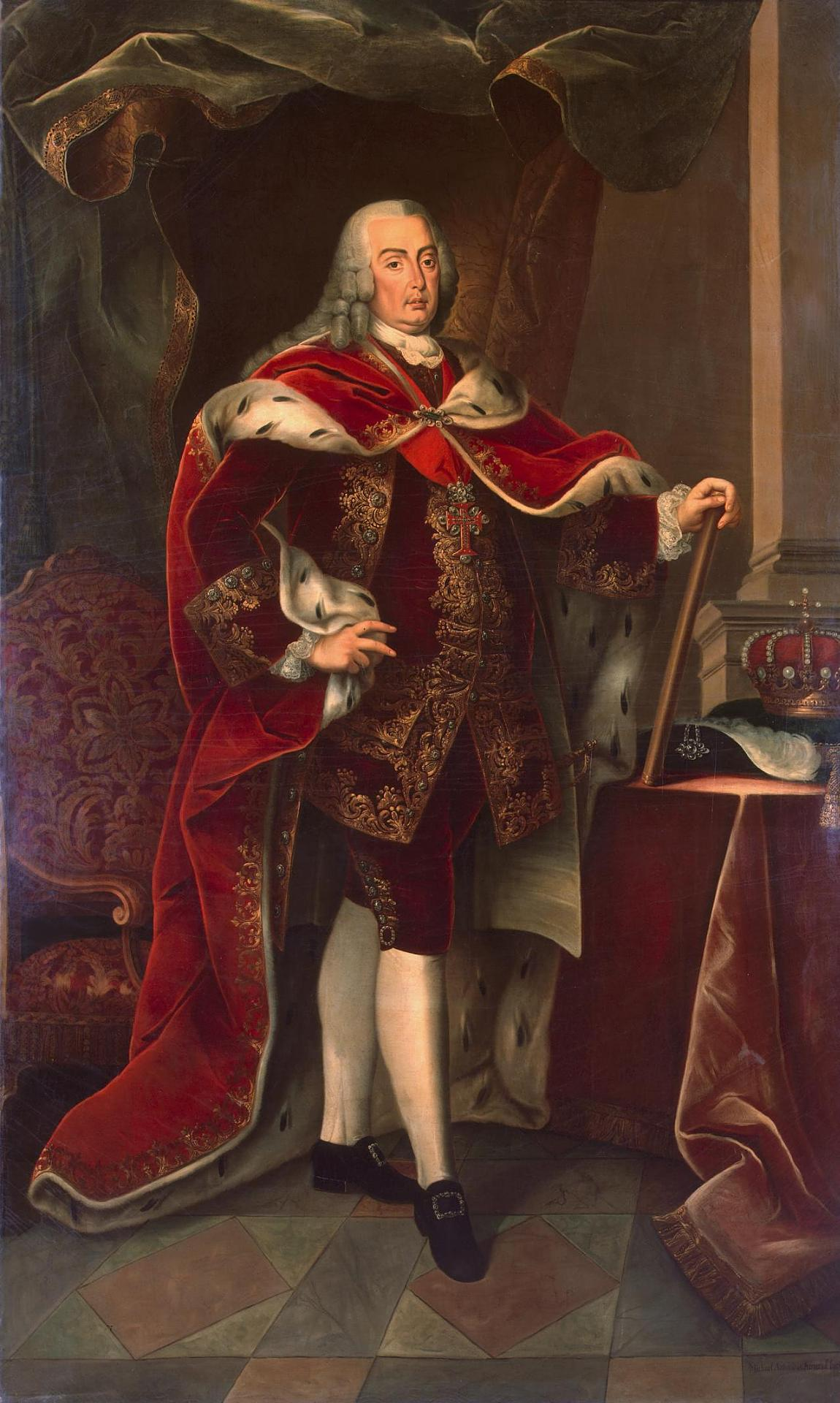
José I de Portugal. Frente al "ultimátum" franco-español de 1762 a traicionar su alianza con Gran Bretaña, dijo que "le afectaría menos [a Portugal], aunque reducido al último extremo, el dejar caer la última losa de su palacio, y el ver a sus fieles súbditos derramar hasta la última gota de su sangre, que sacrificar, junto con el honor de su corona, todo lo que Portugal tiene por lo más querido... "

Ambos poderes Borbones decidieron obligar a Portugal a unirse a su familia compacta (el rey portugués estaba casado con una Borbón, hermana del rey español). España y Francia enviaron un ultimátum a Lisboa (1 de abril de 1762) indicando que Portugal debía:
- Finalizar la Alianza anglo-portuguesa y reemplazarla por una nueva alianza con Francia y España.
- Clausurar sus puertos a los barcos ingleses e interrumpir todo el comercio con Gran Bretaña tanto en Europa como en el Imperio portugués.
- Declarar la guerra a Gran Bretaña.
- Aceptar la ocupación de los puertos portugueses (incluyendo Lisboa y Oporto) por un ejército español. Por lo tanto Portugal sería a la vez "protegido" y "liberado" de sus "opresores" británicos.

A Portugal se le dieron cuatro días de plazo para contestar, después de lo cual el país podría enfrentar una invasión de las fuerzas de Francia y España. Ambas potencias borbónicas esperaban beneficiarse mediante la desviación de las tropas británicas de Alemania a Portugal, mientras que España espera aprovechar Portugal y su imperio.
La situación de Portugal era desesperada. El gran terremoto, tsunami e incendio de Lisboa de 1755 había destruido por completo la capital portuguesa, matando a decenas de miles de personas y había producido destrozos y daños en la mayor parte de las fortalezas portuguesas. La reconstrucción de una nueva Lisboa dejó sin dinero para sostener un ejército o la marina; e incluso los cuadros militares que habían muerto en el terremoto no habían sido reemplazados hacia 1762. A partir de 1750 los suministros de oro de Brasil (que habían convertido a Portugal, por mucho, en el poseedor de oro más grande durante el siglo XVIII) iniciaron su declive irreversible, y el precio de azúcar de Brasil también se redujo ya que la demanda británica y holandesa se redujo.

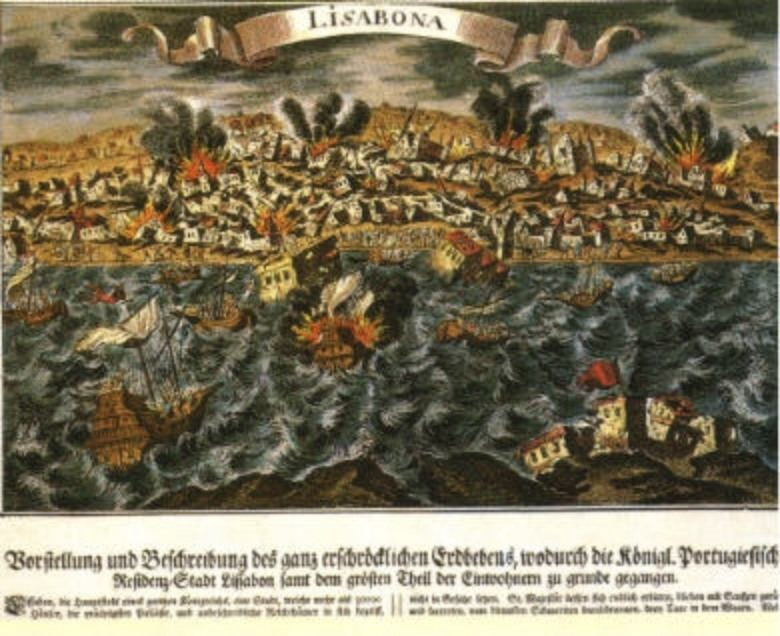
El Terremoto de 1755 horrorizó a toda Europa, desatando un debate sobre la naturaleza y de sus causas entre los filósofos, particularmente entre Voltaire y Rousseau sobre si era providencial o natural. Un famoso panfleto publicado en 1762 en Madrid intentó probar que los daños producidos a los portugueses eran un castigo divino por haber establecido una alianza con los heréticos británicos. Las ayudas británicas habían implicado 6000 barriles de carne, 4000 de mantequilla, 1200 sacos de arroz, 10 000 quarters de harina (ca. 127 toneladas) y 100 000 £ para alivios (mientras que las ofertas españolas y francesas de dinero fueron rechazadas.)

La Marina portuguesa, que había sido la más poderosa del mundo durante el siglo XV, se vio reducida a sólo tres navíos de línea y algunas fragatas. El cuadro general de los "ejércitos" portugueses era calamitoso: los regimientos estaban incompletos, los almacenes militares estaban vacíos, y no había hospitales militares. En noviembre de 1761, las tropas llevaban un año y medio sin recibir la paga (recibieron la de 6 meses en la víspera de la guerra), y muchos soldados vivían del robo, o habían adquirido el "asesinar por un medio de vida". La disciplina militar solo guardaba un lejano parecido con lo que antes habían sido unas grandes tropas y la mayor parte de ellas estaban "sin uniformes y desarmadas". Cuando el embajador francés O'Dunne entregó el ultimátum el 1 de abril de 1762, un grupo de sargentos con un capitán llamaron a su puerta, pidiendo limosna. El reclutamiento a menudo incluyó la captura de vagos y trashumantes durante las reuniones populares. El conde de Saint-Priest, embajador francés en Portugal, informó: "Fue imposible encontrar un ejército en un mayor desorden que en Portugal. Cuando llegó el Conde de Lippe [el comandante supremo aliado, enviado por Inglaterra], el ejército tenía como mariscal de campo, al marqués de Alvito, quien nunca había aprendido a disparar un rifle o mandar un regimiento, incluso en tiempos de paz. Los coroneles, en su mayoría grandes señores, colocaron como oficiales en sus regimientos a sus ayudantes de cámara. Era muy común ver a los soldados [incluso los centinelas del palacio real], en su mayoría harapienta, pidiendo limosna. Este estado de desorden había terminado poco antes de que yo llegara. Hemos de ser justos. El Conde de Lippe estableció la disciplina, obligó a los funcionarios a elegir entre la posición en el regimiento o su condición anterior como ayudantes de cámara. [...] Con la ayuda de algunos oficiales extranjeros, los cuerpos militares fueron disciplinados y cuando llegué, ya estaban capacitados."
Para reforzar su ultimátum y presionar al gobierno portugués, las tropas españolas y francesas comenzaron a reunirse en las fronteras del norte de Portugal desde el 16 de marzo de 1762, alegando que era simplemente un "ejército preventivo". El gobierno portugués declaró su intención de defenderse costara lo que costase. Tan pronto como la noticia de la entrada de las tropas españolas en el norte del reino llegó a la Corte, Portugal declaró la guerra a España y a Francia (18 de mayo de 1762), pidiendo ayuda financiera y militar a Gran Bretaña. España y Francia declararon la guerra, el 15 y 20 de junio, respectivamente.

## La primera invasión de Portugal (Trás-os-Montes)

### La primera invasión de Portugal en pocas palabras
La campaña había comenzado por los españoles desde Trás-os-Montes, en provincia Miranda, Braganza y algunas otras poblaciones habían caído en sus manos. A continuación se dirigieron a Oporto, pero esta intención se vio frustrada por la valentía de los campesinos que ocuparon los desfiladeros y obligaron al ejército español a una retirada desordenada. Desanimados en esta zona, los españoles se encaminaron a Beira <abandonando Trás-os-Montes>...
La campaña comenzó por el flanco español del lado de Trás-os-Montes, en cuya provincia Miranda, Braganza y algunas otras ciudades habían ya caído en sus manos. Los españoles resolvieron aproximarse a Oporto, pero su plan se vio frustrado por la valentía de los campesinos, que tomaron posesión de los desfiladeros y obligaron al ejército español a batirse en retirada desordenadamente. Decepcionados, en su cuartel el enemigo retomó sus pasos hacia la provincia de Beira <abandonando así Tras-ós-Montes>...
Orderly book of Lieut. Gen John Burgoyne

### Rompiendo las "cadenas de la pérfida Albion"

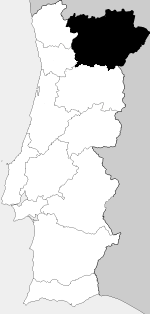
La región de Trás-os-Montes fue el principal teatro de operaciones a lo largo de la primera invasión hispano-francesa de Portugal entre mayo y junio de 1762.

El 30 de abril de 1762 las fuerzas españolas ingresaron a Portugal a través de la provincia de Trás-os-Montes y enviaron una proclamación titulada "razones para entrar en Portugal", en la cual los españoles declararon que no llegaban como enemigos, sino como amigos y liberadores que venían a liberar al pueblo portugués de las "pesadas cadenas de Inglaterra", el "tirano de los mares". El 5 de mayo el Marqués de Sarria, al mando de un ejército de 22 000 hombres, comenzó la verdadera invasión. Portugal declaró la guerra a España y Francia el 18 de mayo de 1762.
Miranda de Duero, la única fortaleza fortificada y aprovisionada de la provincia, fue sitiada el 6 de mayo de 1762, pero la explosión accidental de una enorme cantidad (20 toneladas) de pólvora mató a cuatrocientas personas y abrió dos brechas en las murallas, forzando la rendición el 9 de mayo de 1762. Todas las ciudades al estar desguarnecidas abrieron sus puertas, y fueron ocupadas sin disparar un solo tiro: Braganza el 12 de mayo, Chaves el 21 de mayo, y Torre de Moncorvo el 23 de mayo. No había ni fortalezas con paredes intactas ni tropas regulares dentro de toda la provincia de Trás-os-Montes (sin provisiones ni pólvora). El general español bromeó acerca de la ausencia total de soldados portugueses en toda la provincia: "No puedo descubrir donde están estos insectos."
Al principio, la relación de los invasores con la población civil fue aparentemente excelente. Los españoles pagaron el doble por las disposiciones que habían adquirido, y no hubo un solo disparo de arma de fuego. Pero Madrid había cometido un doble error. Dado que los españoles creyeron que mostrar poder simplemente induciría a Portugal a la sumisión, encontraron un país casi sin provisiones, lo que terminaría por socavar toda la campaña. También asumieron que el país les podría proporcionar toda la comida necesaria. Cuando esto resultó una ilusión, el ejército español impuso contribuciones forzadas al campo. Esto fue el detonante de una revuelta popular, con una guerra por alimentos para alimentar la guerra.

### La úlcera portuguesa

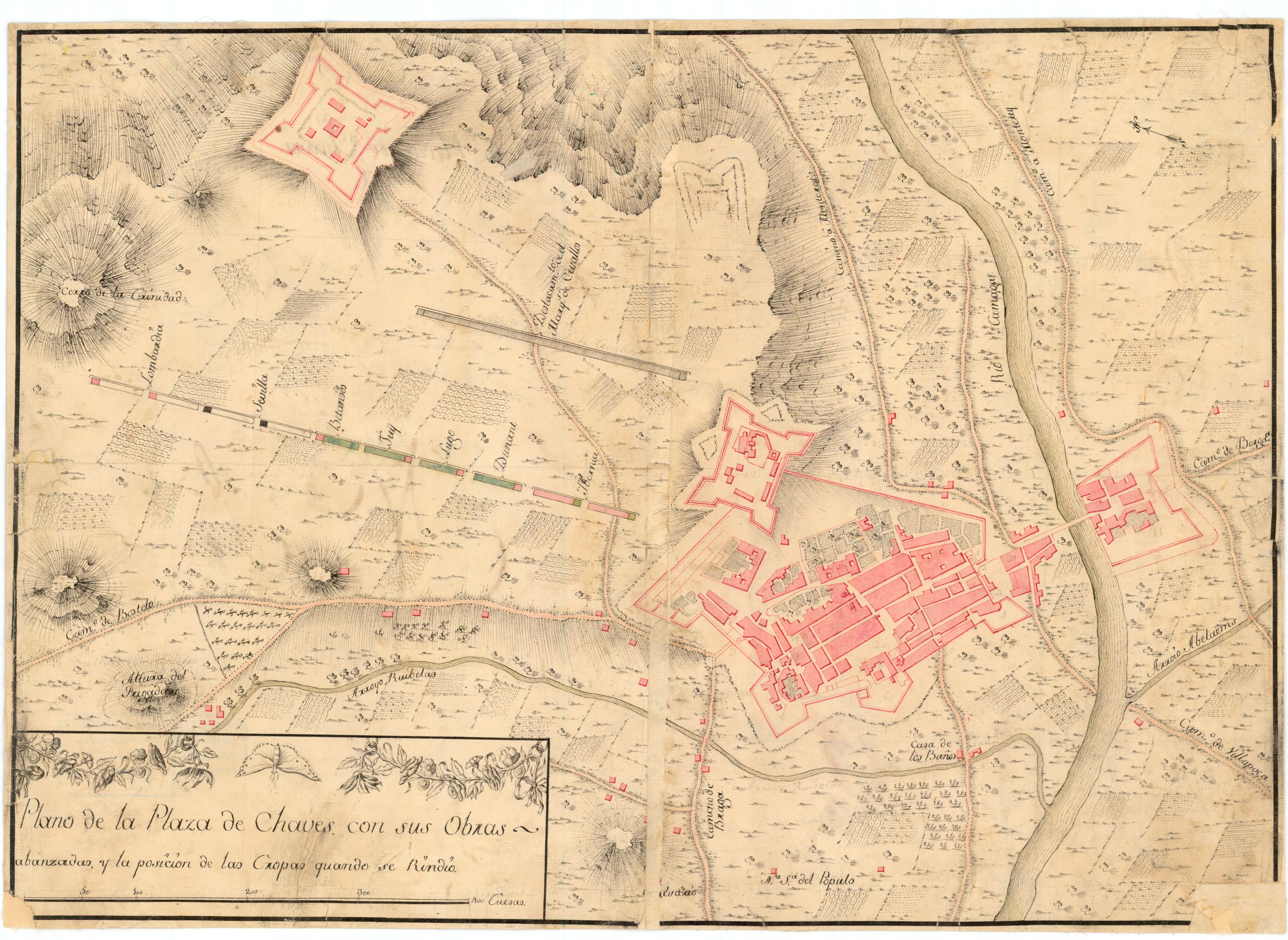
Plano de la Plaza de Chaves con sus Obras abanzadas, y la posición de las Tropas quando se Rindio según dispuestas el 21 de mayo de 1762.

La victoria parecía cuestión de tiempo y en Madrid se esperaba con confianza que la caída de Oporto fuera inminente, pero de repente los invasores se enfrentaron a una rebelión nacional, que se extendió alrededor de las provincias de Trás-os-Montes y Minho. Francisco Sarmento, el gobernador de Trás-os-Montes, publicó una declaración pidiendo al pueblo que resistiera a los españoles o que serían considerados rebeldes. Los españoles se encontraron con pueblos abandonados sin comida ni campesinos para construir carreteras para el ejército. Junto con algunas milicias y Ordenanzas (respectivamente una especie de institución militar portuguesa de segunda y tercera línea), pandillas de civiles armados con hoces y armas de fuego atacaron a las tropas españolas, aprovechando el terreno montañoso.

Los españoles sufrieron bajas y grandes cantidades de enfermedades. Varios reportes de campo (publicados en la prensa británica en 1762) confirman esto: “<La provincia de> Beira. Almeida, 12 de junio [...] el enemigo <los españoles>, ingresaron 800 milicias en el territorio... algunas partidas han ganado terreno desde el campo, y han saqueado algunas poblaciones cerca de la frontera, e incluso no se han apartado de las iglesias; pero que estas partidas hayan sido hechas retroceder por las milicias portuguesas, las que hicieron matar y tomaron prisioneros hasta el número de 200 españoles [...] <Provincia de> Minho, 20 de junio... aquellos [españoles] que se retiraron de Villa Real y de Mirandela hacia Miranda, fueron atacados en su marcha por la milicia... que mató a algunos de los españoles, y tomaron unos veinte prisioneros... tuvimos noticia el 22 [de junio] de que un convoy de sesenta mulas, cargadas con prisioneros, fueron tomadas del enemigo a unas dos leguas de Chaves."

Según fuentes francesas contemporáneas, más de 4 000 españoles murieron en el hospital de Braganza, tanto para las bajas como para el número de heridos. Muchos más fueron muertos por las guerrillas, tomados prisioneros o muertos de hambre.
El nacionalismo portugués y las atrocidades cometidas por los ejércitos españoles contra los poblados -en especial durante las expediciones- fueron el caldo de cultivo para la revuelta. Incluso el rey de España Carlos III, en su declaración de guerra a Portugal del 15 de junio de 1762 –un mes después de la invasión y casi un mes después de la propia declaración de guerra de Portugal a España– protestó contra muchas poblaciones portuguesas, conducidas por oficiales de incógnito, mediante engaños asesinaron a varios destacamentos españoles.
En otro ejemplo, el corregidor portugués de Miranda reportó en agosto de 1762 que las fuerzas invasoras habían

experimentado una amenaza mortal de los campesinos, quienes se habían levantado en armas, y que a pesar de no ser soldados ni proveedores del ejército... y que incluso inicialmente habían matado a los traidores, acusándolos de ser espías. Ningún campesino tomó mercancías como baluarte... y los proveedores del ejército no se animaban a buscar provisiones de ellos sin una escolta de más de 30 hombres, debido a que con menos, ninguno de ellos volvía a la fortaleza.

Los invasores se vieron obligados a dispersar sus fuerzas para proteger las fortalezas conquistadas, encontrar alimentos y preservar los convoyes con las provisiones. La alimentación para los ejércitos provenía de la misma España, lo que la hacía vulnerable a los ataques. A no ser que las fuerzas de España pudieran conquistar Oporto rápidamente, el hambre haría que la situación se volviera insostenible para los españoles.

### Oporto: la campaña decisiva
Una fuerza española de 3000 a 6000 hombres mandada por O'Reilly salió de Chaves y avanzó hacia Oporto. Esto suscitó una gran alarma entre los británicos en la ciudad, donde sus comunidades tenían numerosos negocios y provisiones y 15 000 toneladas de vino esperando ser embarcadas. Las medidas de evacuación fueron iniciadas por el almirantazgo británico, mientras se le ordenó al gobernador portugués de Oporto que abandonara la ciudad, aunque no lo hizo.
Pero cuando los españoles intentaron cruzar el Duero entre Torre de Moncorvo y Vila Nova de Foz Côa, se toparon con O’Hara y sus cientos de fuerzas portuguesas y paisanos con armas y algunas ordenanzas, ayudados por mujeres y niños en los montes del margen sur (25 de mayo). En la batalla subsiguiente, todas las acometidas de los españoles fueron rechazadas con numerosas bajas. El pánico asaltó a los invasores, quienes se retiraron y fueron perseguidos hasta Chaves, que había sido el punto de partida de la expedición. Un francés contemporáneo, el general Dumouriez, que fue a Portugal en 1766 para estudiar la campaña de 1762 in loco, escribió un conocido informe que fue enviado al rey de España y al ministro de relaciones internacionales francés, Choiseul:

"O'Reilly... volvió sobre sus pasos e hizo una retirada muy desordenada. En Villa Pouca, y hasta tan lejos como Chaves, los paisanos lo hostigaron en exceso, y tuvieron la gloria de hacerlo retirar con pérdidas y desgracia, aunque su número no superaba los 600, y no había entre ellos ni un solo militar. Esta derrota de los españoles fue muy celebrada en Portugal, y las peculiaridades de estos hechos se repetían con gran orgullo. El fracaso de esta operación ocasionó la retirada del ejército español [desde Portugal] hasta Zamora [España]. (págs. 18-19). [...] Su derrota se debió a la aparición del miedo (pág. 249)..."
En An Account of Portugal, as it Appeared in 1766 to Dumouriez.

El 26 de mayo otra parte del ejército español, que había marchado desde Chaves hacia la provincia de Minho, entabló batalla con ordenanzas portugueses en las montañas de Montealegre y el resultado fue similar: los españoles debieron batirse en retirada con pérdidas.
Un ejército de 8000 españoles fue enviado hacia Almeida (en Beira) y también fue derrotado: se los obligó a retirarse, con 200 heridos producidos por las milicias, y 600 caídos en un intento de asalto fallido a la fortaleza de Almeida (según fuentes británicas contemporáneas).
Finalmente, se enviaron a Oporto y a la provincia de Trás-os-Montes refuerzos que ocuparon los pasos y desfiladeros, haciendo así peligrar la retirada española, y también tornándola inevitable.
La prensa británica añadió unos días después lo siguiente:

Esta es toda la información de la que disponemos hasta la fecha de hoy, 29 de mayo [de 1762]. Los oficiales no encuentran palabras para expresar el coraje de las milicias y el celo y entusiasmo que estas gentes muestran al enfrentarse al enemigo.
This is all the information we have had to this day, May 29 [1762]. The officers cannot find terms to express the courage of the militia and the zeal and eagerness which the people show to be engaged with the enemy.

El resultado de la batalla del Duero resultó crucial para el fracaso de la invasión española, debido a que, según palabras de Dumouriez:
«Portugal se encontraba al mismo tiempo sin tropas y en situación de terror; si el ejército español hubiese avanzado con rapidez hasta Oporto lo habría tomado sin disparar un arma. Allí habrían encontrado grandes recursos en dinero, provisiones y negocios, y con un buen clima; las tropas españolas no habrían perecido, tal como les ocurrió, con hambre y sin alojamiento; el aspecto de los hechos hubiera cambiado por completo.»

### La retirada española
Además de estos inconvenientes, los españoles estaban soportando una matanza. Un documento contemporáneo detalla que era imposible caminar en las montañas de la provincia de Trás-os-Montes por el olor nauseabundo de los cadáveres de los españoles, que los paseantes se negaban a dar sepultura, motivados por el odio. Incluso dentro de las ciudadas ocupadas por los invasores, no estaban seguros: de alrededor de la mitad de cien migueletes que ingresaron a Chaves el 21 de mayo de 1762, sólo dieciocho permanecían con vida hacia el final de junio. Según el historiador militar José Luis Terrón Ponce, las bajas españolas ocurridas en la primera invasión de Portugal (por guerrillas, bajas en combate o deserción) fueron mayores a 8000 hombres. En 1766, Charles François Dumouriez estimó que el número había rondado las 10 000 bajas, y recomendó a los españoles evitar la provincia de Trás os Montes en futuras invasiones.
Habiendo fallado el principal objetivo militar de la campaña (Oporto, la segunda cidad del reino), y habiendo sufrido unas terribles bajas por hambrunas y guerra de guerrillas (que cortaron el suministro de alimentos), y eventuamente amenazados por el avance de la tropa regular portuguesa en Lamego -que pudo dividir las dos alas del ejército español (la fuerza que intentaba alcanzar el flanco sur del Duero y el que intentaba llegar a Oporto a través de las montañas) el ejército español, disminuido y desmoralizado, fue forzado a retirarse a España a fines de junio de 1762, abandonando todas sus conquistas con la única excecpción de Chaves, en la frontera. Tal como un militar francés lo escribió:

Los españoles siempre estuvieron disconformes con sus expediciones a la provincia de Trás-os-Montes. Durante la guerra de 1762 fueron rechazados solo por los campesinos, después de haber sufrido grandes bajas.
Citado en Lettres Historiques et Politiques sur le Portugal.

Durante la primera invasión fueron derrotados por los paisanos, casi sin ayuda de las tropas regulares de Portugal o por tropas británicas, y muy pronto el Marqués de Sarria, el comandante español a cargo, fue reemplazado por Pedro Pablo Abarca de Bolea, décimo Conde of Aranda. Para salvarse y para preservar la reputación de Carlos III, Sarria solicitó ser removido por motivos de salud inmediatamente después de la conquista de Almeida y después de recibir la Orden del Toisón de Oro: “El antiguo Marqués de Sarria fue premiado por su derrota con la Orden del Toisón de Oro, y su renuncia voluntaria fue aceptada."
España había desperdiciado la oportunidad de derrotar a Portugal antes de que las tropas británicas y sus ensamblaje con las regulares portuguesas.

### Prensa Inglesa
Numerosos civiles murieron o fueron trasladados a España, junto con los caballos y la plata de las iglesias.
Un informe publicado durante la invasión por la prensa británica afirmaba:

Los españoles, en lugar de avanzar ciegamente para enfrentar a sus enemigos, se contentaron con despachar partidas desde su campo, lo que que produjo barbaridades inauditas entre las pequeños poblados; robando y asesinando a sus habitantes; incendiando los sembradíos, y sin siquiera perdonar los ornamentos litúrgicos de las capillas. En la retirada de Braganza [hacia el final de la invasión], saquearon la universidad y la iglesia, así como también las casas de muchos de los principales habitantes a los que, junto con muchos sacerdotes, llevaron con ellos a España. También asesinaron a muchos campesinos de los vecindarios a sangre fría.
The Spaniards, instead of advancing boldly to face their enemies, content themselves with dispatching flying parties from their camp, who commit unheard of barbarities among the small villages; robbing and murdering the inhabitants; setting fire to their crops, and not even sparing the sacred furniture belonging to their chapels. On their retreat from Braganza [at the end of the invasion], they plundered the college and church, as well as the houses of several of the principal people; whom, together with several priests, they carried with them into Spain. They also killed several peasants of that neighbourhood in cold blood.
The Gentleman's and London Magazine: Or Monthly Chronologer, 1741-1794

## Los "tiranos del mar" reorganizan el ejército portugués

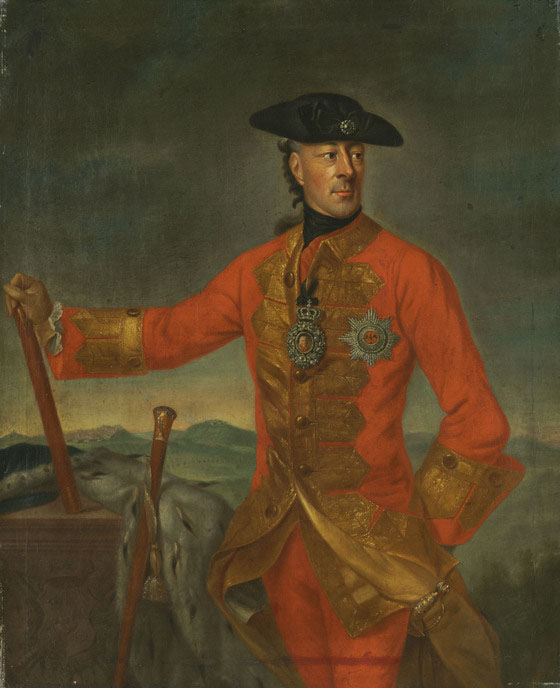
El conde de Schaumburg-Lippe, comandante supremo de la alianza anglo-portuguesa, y uno de los más destacados soldados de su época. Sobrepasado en número en una proporción de tres a uno, logró su cometido. Entrenó intensamente a las tropas portuguesas en un tiempo récord, y eligió utilizar pequeñas unidades para atacar los flancos y la retaguardia de los grandes batallones enemigos, tomando ventaja del terreno montañoso. Destruyó en su enemigo la voluntad de luchar por medio del hambre, e infligiendo daños a las fuerzas mediante la lucha de guerrillas, y por una guerra extenuante de marchas y contramarchas (la llamada "Guerra Fantástica").

Mientras tanto, en mayo arribaron fuerzas expedicionarias británicas, los regimientos de infantería 83.º y 91.º, junto con la mayor parte de los 16.º dragones ligeros, todos liderados por el general George Townshend. Otras fuerzas (los regimientos de infantería 3.º, 67.º, 75.º y 85.º y dos compañías de la Royal Artillery) en julio de 1762. El número total de fuerzas se conoce al detalle por documentos oficiales: 7104 oficiales y hombres de todas las armas.
Gran Bretaña proveyó también de provisiones, munición y un préstamo de 200 000 £ a su aliado, Portugal.
Hubo cierta fricción entre los dos aliados, causados por problemas de idioma, de religión y por rivalidad o envidia; los oficiales portugueses se sintieron incómodos al estar mandados por extraños, y especialmente con los sueldos de sus pares británicos, que era el doble del de ellos (de modo que los oficiales británicos podían mantener el sueldo que tenían en el ejército británico).
Además de la dificultad de alimentar a las tropas británicas en Portugal, Lippe enfrentó con éxito otro gran problema: la recreación del ejército portugués y su integración con la británica. Lippe seleccionó sólo 7000 a 8000 hombres de los 40 000 soldados portugueses que fueron sometidos a él, y despidió a todos los demás como inútiles o no aptos para el servicio militar.
Por lo tanto, este ejército completo en la campaña fue de unos 15 000 soldados regulares (la mitad portuguesa y la mitad británica). Las milicias y ordenanzas (respectivamente, una especie de institución militar portuguesa de segunda y tercera línea, alrededor de 25 000 hombres en total) fueron utilizados solamente para guarnecer las fortalezas, mientras que algunas tropas regulares (primera línea) permanecieron en el norte de Portugal para hacer frente a las tropas españolas de Galicia. Estos 15 000 hombres tuvieron que hacer frente a un ejército combinado de 42 000 invasores (30 000 de los cuales eran españoles dirigidos por el Conde de Aranda, y 10 000 a 12 000 franceses comandados por Charles Juste de Beauvau).
Lippe finalmente logró tanto la integración de las dos fuerzas armadas como su actuamiento conjunto. Como afirmó el historiador Martin Philippson: “El nuevo líder fue capaz en poco tiempo de reorganizar al ejército portugués y de reforzarlo con tropas inglesas; condujo a los españoles a cruzar la frontera, a pesar de su superioridad numérica.”

## Invasión española a Alentejo, abortada
El ejército franco-español había sido fragmentado en tres divisiones: la división noreste, en Galicia, invadió las provincias de Trás-os-Montes y Miño, en el nordeste portugués, y con Oporto como su objetivo final (primera invasión de Portugal, mayo-junio de 1762); la división central (reforzada por tropas francesas y los restos de la división noreste) -la cual después invadió la provincia portuguesa de Beira hacia Lisboa (segunda invasión de Portugal, julio a noviembre de 1762); y, finalmente, el cuerpo de ejército del sur (cerca de Valencia de Alcántara), diseñado para invadir la provincia de Alentejo, en el sur de Portugal.
Los éxitos del ejército hispano-francés en el inicio de la segunda invasión de Portugal (Beira) causaron tal alarma que D. José I presionó a su comandante, el Conde de Lippe, para realizar una campaña ofensiva. Dado que el enemigo estaba reuniendo tropas y municiones en la región de Valencia de Alcántara Lippe optó por tomar una acción preventiva de atacar al invasor en su propio terreno, en Extremadura. Las tropas alrededor de Valencia de Alcántara fueron las líneas avanzadas del tercer cuerpo español (división sur), y esta ciudad fue un depósito principal de suministro, que contenía cartuchos y un parque de artillería.
Los aliados luso-británicos tenían el factor sorpresa de su lado. Como la disparidad de números y recursos era tan grande que los españoles no esperaban una operación tan arriesgada, pues no tenían ni barricadas ni piquetes avanzados, o incluso guardias, excepto en la gran plaza de la Ciudad.
En la mañana del 27 de agosto de 1762, una fuerza anglo-portuguesa de 2800 hombres al mando de Burgoyne atacaró y tomó Valencia de Alcántara, derrotó a uno de los mejores regimientos españoles (el de Sevilla), mató a todos los soldados que resistieron, capturó tres banderas y varios soldados y oficiales, incluyendo el mayor general don Miguel de Irunibeni, responsables de la invasión de Alentejo, y que había llegado a la ciudad el día anterior. Muchas armas y municiones fueron capturados o destruidos.
La batalla de Valencia de Alcántara no sólo galvanizó el ejército portugués en una fase crítica de la guerra (en el comienzo de la segunda invasión), sino que también impidió una tercera invasión de Portugal por el Alentejo, una provincia llana y abierta, a través de la cual la poderosa caballería española podría marchar hacia las proximidades de Lisboa, sin oposición.
Burgoyne fue recompensado por el rey de Portugal, José I, con un gran anillo de diamantes, junto con las banderas capturadas, mientras que su reputación internacional se incrementó.

## Segunda invasión a Portugal (Beira)

### La segunda invasión en pocas palabras

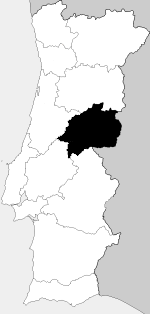
Entre julio y noviembre de 1762 Beira Baixa quedó particularmente devastada durante la segunda invasión franco-española de Portugal. La estrategia autodestructiva de tierra quemada fue el precio de la victoria portuguesa.

...el ataque principal sobre Portugal [en la segunda invasión] falló por completo... en parte por las habilidosas medidas tomadas por el conde Lippe -quien había sido puesto al frente del ejército portugués, con un refuerzo de 7000 soldados británicos-, y en parte por la intrépida iniciativa de los partisanos mediante la que el general Burgoyne [y las guerrillas] cortaron la comunicación. Pero principalmente la invasión falló por la absoluta falta de municiones y provisiones alimenticias. Los portugueses -como era su costumbre- devastaron el terreno [terrible estrategia de tierra quemada]. Después de sufrir el hambre por algunas semanas en tierras salvajes, el ejército español se retiró a Extremadura en un estado de calamitoso deterioro. La primavera siguiente, Carlos III pidió la paz.
... the main central attack on Portugal [second invasion] failed utterly... partly through the skilful measures of the prince of Lippe, who had been placed in charge of the Portuguese army, and strengthened by 7000 British troops, partly through the bold partisan enterprises carried out against their line of communications by General Burgoyne [and the guerrillas]... But mainly the invasion failed through the absolute lack of munitions and food; the Portuguese – as was their wont – had swept the country side clean [a deadly scorched earth strategy], [...] After starving for some weeks in a roadless wilderness, the Spanish army retired into Estremadura [Spain] in a sad state of dilapidation. Next spring Charles III sued for peace."
Journal of the Royal United Service Institution

### Ilusión de una victoria
Después de la derrota en Trás-os-Montes, el vapuleado ejército de Sarria retornó a España por Ciudad Rodrigo y se concentraron en el ejército central. Allí, dos cuerpos españoles se unieron a 12 000 soldados franceses, liderados por el Príncipe de Beauvau, reuniendo en total una tropa de 42 000 hombres.
No obstante, el plan de tomar Oporto a través de Trás-os Montes fue reemplazado por el nuevo plan: Portugal sería invadida por la provincia de Beira Baixa, en el centro este del país, y el objetivo final sería Lisboa. Sarria fue reemplazado por el conde de Aranda, mientras que el ministro español Esquilache fue a Portugal para preparar y organizar la logística para que el ejército español tuviese alimentos por seis meses.
Considerando la falta de preparación del ejército portugués, y la enorme disparidad en la proporción de fuerzas (30 000 españoles con el aporte de otros 12 000 franceses contra unos 7000 u 8000 portugueses con el aporte de 7104 británicos), el marqués de Pombal reunió y preparó 12 naves en el estuario del Tajo para transportar al rey portugués y su corte hacia Brasil, si fuera necesario.
En los comienzos de la segunda invasión, un observador británico -después de describir a las tropas portuguesas como las más «desastrosas» que hubiera visto jamás, que estaban «a menudo sin pan por cinco días, y los caballos sin forraje»- escribió que estaba nervioso de que Lippe, abrumado por las dificultades, terminara por darse por vencido.
Aunque al principio la alianza franco-española ocupara varias fortalezas que estaban con muros arruinados y sin tropa regular: Alfaiates, Castelo Rodrigo, Penamacor, Monsanto, Salvaterra do Extremo, Segura (17 de septiembre), Castelo Branco (18 de septiembre), y Vila Velha (2 de octubre); estaban prácticamente rodeados y sin poder de fuego, como lamentó Lippe. Después de la guerra, varios gobernadores de fortalezas fueron juzgados y condenados por traición y cobardía.
Almeida, la principal fortaleza de la provincia, estaba en tal estado que Charles O'Hara, el oficial británico que lideró las milicias y a los guerrilleros en la Batalla del Duero, aconsejó al comandante de la fortaleza que sacara su guarnición de la fortaleza y la colocara en los alrededores, desde donde podría presentar mejor defensa (El comandante respondió que no podía hacer tal cosa sin que fueran órdenes de su superior). Su guarnición, de sólo dos regimientos regulares y tres regimientos de paramilitares (que en total sumaban 3000 a 3500 hombres), sufrieron una drástica reducción de tropas por deserción mientras el enemigo se aproximaba y comenzaba el sitio. Frente a una abrumadora combinación de 24 000 españoles y 8000 franceses, y comandados pobremente por un incompetente, el octogenario Palhares (cuyo sustituto enviado por el gobierno aún no había llegado), los restantes 1500 hombres se rindieron sin honores de guerra, el 25 de agosto, después de una simbólica resistencia de nueve días. La guarnición había tirado sólo 5 o 6 disparos de artillería –desobedeciendo la prohibición de Palhares de disparar al enemigo– y sólo sufrió dos bajas. Se les concedió la libertad, cargar con sus armas y equipaje, y unirse a la guarnición portuguesa de Viseu: Los aliados borbónicos estaban tan sorprendidos con tal rápida propuesta de rendición (Palhares moriría en una prisión portuguesa), que concedieron todo lo solicitado. La captura de la Plaza Fuerte de Almeida (con 83 cañones y 9 morteros) fue celebrado públicamente en Madrid como una gran victoria y representó el máximo de la predominancia inicial de los atacantes.
La ocupación de estas fortalezas, más que un avance resultó ser inútil y perjudicial para los invasores, como fue destacado por el historiador George P. James:

When these places were taken, the Spanish forces were in a somewhat worse situation than they were before; for penetrating into the wild and uncultivated districts of Beira, with scarcely any road, and, neither abundance of food nor water, they lost more men by disease than all the forces of Portugal would have destroyed...
Cuando estos sitios fueron ocupados, las fuerzas españolas de alguna manera empeoraron su situación; pues penetrar en los salvajes distritos sin cultivos de Beira, prácticamente sin caminos, sin abundancia de comida ni de bebida, perdieron más hombres por enfermedades que todas las tropas de Portugal que habrán destruido...

Además, una nueva revuelta popular empeoró exponencialmente la situación de los invasores.
Tal como ocurrió a Napoleón durante la Guerra de la Independencia Española, los soldados invasores mandados por el conde de Aranda descubrieron que una rápida ocupación de numerosos territorios, aunque haya sido algo alabado por la historiografía española, resultó inocuo frente a la guerra de guerrillas.

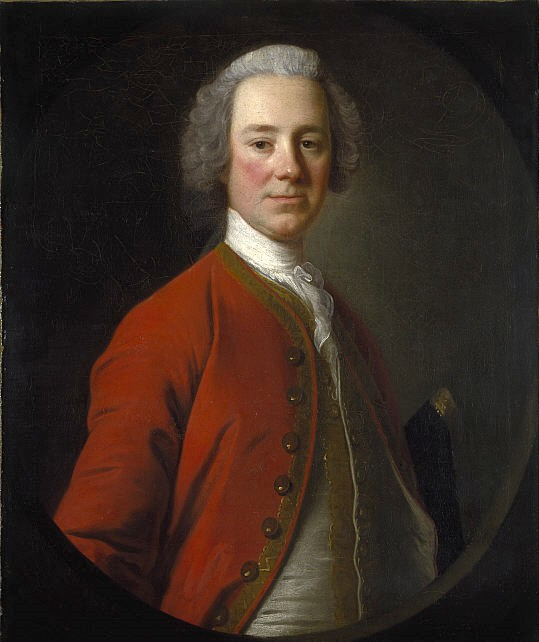
John Campbell, 4° Earl de Loudoun fue el 2.º al frente del ejército angloportugués. Pintura de Allan Ramsay

### El pueblo en armas
El éxito inicial de los invasores en Beira se vio beneficado por una fuerte oposición popular al régimen del Marqués de Pombal, el implacable primer ministro portugués; pero las masacres y los saqueos realizados por los invasores -en especial por los franceses- pronto despertaron el odio de los campesinos. Habiendo penetrado tanto en el interior montañoso de Portugal, las filas de los invasores fueron hostigadas y diezmadas por guerrilleros en emboscadas, quedando sus líneas de comunicación y aprovisionamiento cortadas. En palabras del general napoleónico Maximilien Sébastien Foy:

Lo que paralizó a los españoles del Conde de Aranda y a los franceses del Príncipe de Beauvau en 1762 se debió más a una inmanejable multitud de órdenes que a secretos de estrategia. El más habilidoso general no se habría mantenido en las montañas, donde la energía incansable de una población armada se interpuso entre las acciones del ejército y su base de operaciones.
En History of the War in the Peninsula, Under Napoleon.

Varios participantes franceses en la campaña dijeron que los más valerosos luchadores fueron los guerrilleros de Trás-os-Montes y de Beira. Los habitantes de la provincia de Beira escribieron a su primer ministro informándole que no precisaban tropas regulares, y que pelearían sin apoyo.
Así los explicó el primer ministro español Godoy:

Los portugueses, por las leyes fundamentales del país, eran todos soldados hasta los sesenta años para defender el reino. [...] Desparramados en las asperezas, en las alturas, en las gargantas y en las tierras difíciles, hacían la guerra de partidas, causando mucho más estrago al enemigo que las tropas de línea. [...] La guerra de posiciones y de marchas y contramarchas que nos hizo el conde de Lippa, en que tuvimos mil quebrantos, fue sostenida principalmente por el paisanaje armado.
Manuel Godoy, Memorias.

En ocasiones los guerrilleros torturaron a sus prisioneros, lo que a su vez generó represalias de sus contrincantes sobre los civiles, en una espiral de violencia. Las bajas de los campesinos pudieron ser absorbidas por su inagotable número de miembros, mas no fue así para los invasores. Incluso en las ciudades y los poblados ocupados, los habitantes desafiaron y se rebelaron contra los franceses y los españoles, y por medio de De Aranda enviaron una carta a Lippe, pidiéndole que pusiera fin al asunto. Muchos de ellos fueron ejecutados.

### Abrantes: punto de inflexión de la guerra

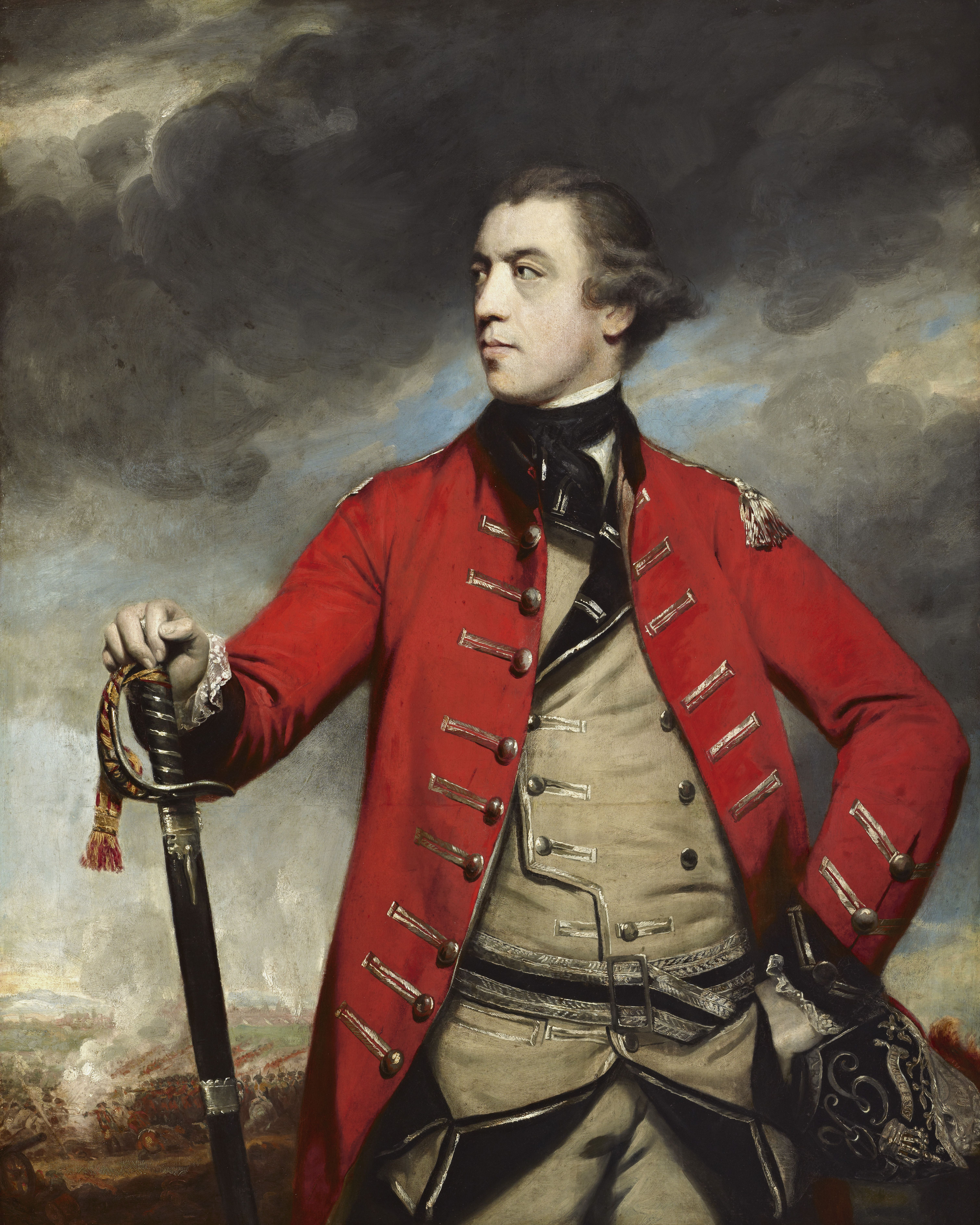
Representación de Joshua Reynolds del Brigadier General John Burgoyne. Liderando una fuerza aliada de 3000 miembros de caballería, de los cuales dos tercios eran portugueses, fue decisivo para vencer a las tropas hispanofrancesas, durante la guerra de los siete años: "Los ejércitos franceses y españoles invadieron Portugal... Los británicos y los portugueses bajo el Conde de Lippe y Burgoyne los derrotaron y expulsaron hacia España."

En lugar de tratar de defender la extensa frontera portuguesa, Lippe se retiró a las montañas del interior para defender la línea del Tajo, lo que equivalía a una defensa avanzada de Lisboa.
Las principales metas de Schaumburg-Lippe habían consistido en evitar a toda costa una batalla contra un enemigo tan superior (disputando, en cambio, las gargantas y los pasos de montaña, mientras que atacaba los flancos del enemigo con unidades pequeñas), y también la prevención de los franco-españoles de cruzar la barrera formidable representada por el río Tajo. Si los ejércitos borbónicos hubieran podido cruzar este río, habrían llegado a la fértil provincia de Alentejo, cuyas llanuras habrían permitido a su numerosa caballería llegar fácilmente a la región de Lisboa. De hecho, inmediatamente después de la captura de Almeida, Aranda marchó con la intención de cruzar el Tajo en el Alentejo en el punto más propicio: Vila Velha de Ródão, donde el ejército español de Felipe V de España había cruzado el río, durante la guerra de sucesión española algunos años antes. Sin embargo, Lippe anticipó este movimiento y se movió más rápido. Llegó a Abrantes y estableció un destacamento bajo Burgoynne en Niza y otro bajo el conde de Santiago, cerca de Alvito, para obstruir el paso del río Tajo a Vila Velha; de modo que cuando el ejército invasor se acercó, se consideró que todas estas posiciones estratégicas estaban ocupadas, y todos los barcos habían sido tomados o destruidos por los portugueses. Por lo tanto, y como Lippe había predicho, los invasores tenían sólo dos opciones: regresar a España, y para ello cruzar el Tajo en Alcántara (alternativa deshonrosa, ya que hubiera implicado retirarse ante fuerzas inferiores), o ir directamente a Lisboa a través de las montañas en el norte de la capital, en el "cuello" de la "península" que contiene esta ciudad (que se define por el río Tajo y el Atlántico). Con el fin de atraer al enemigo para elegir la segunda ruta, Lippe colocó algunas fuerzas en estas montañas, pero dejó algunos pasajes abiertos. Dado que Lisboa era el objetivo principal, Aranda avanzó mientras que las fuerzas aliadas fortificaron sus excelentes posiciones en las alturas que cubren Abrantes, a medio camino entre Lisboa y la frontera (la región entre los ríos Tajo, Cécere y Codes). Estas montañas presentan fuertes pendientes en el lado de los invasores (que actúan como una barrera para ellos), pero son muy suaves en el lado de los aliados luso-británicos - lo que les permitió una gran libertad de movimiento y facilitó las tareas de los refuerzos. Por último, el ejército anglo-portugués logró detener el avance de los ejércitos borbónicos hacia Lisboa. Esto fue el punto de giro para la guerra.
Con el fin de romper este punto muerto, los españoles pasaron a la ofensiva hacia Abrantes, el cuartel aliado. El 3 de octubre de 1762 tomaron el pequeño castillo de Vila Velha, en la orilla norte del Tajo, y atacaron los desfiladeros de San Simón, cerca del río Alvito, con el despacho de una gran fuerza en búsqueda del destacamento del Conde de Santiago a través de las montañas.
Este destacamento estuvo a punto de ser completamente cortado, con dos cuerpos españoles marchando sobre su parte delantera y trasera. Pero el Conde de Schaumburg-Lippe envió refuerzos de inmediato al Conde de Santiago, y las fuerzas bajo el comando de John Campbell, 4° Earl de Loudoun, derrotaron a las tropas españolas en el río Alvito el 3 de octubre y escaparon hacia Sobreira Formosa. Pero al perseguir los españoles al Conde de Santiago a través de las montañas, se debilitó su fuerza en Vila Velha. El 5 de octubre de 1762, el ejército anglo-portugués comandado por Lee atacó y derrotó por completo a los españoles en Vila Velha. Varios españoles fueron asesinados (incluyendo un general, que murió tratando de reunir a sus tropas), y entre los prisioneros hubo 6 oficiales. 60 mulas de artillería fueron capturadas; la artillería y los polvorines destruidos. El mismo día, 5 de octubre, los portugueses de Townshend derrotaron a una fuerza francesa que hacía de escolta de un convoy en Sabugal, y capturaron de una gran cantidad de suministros preciosos.
Los invasores no pasaron y la ofensiva fue un fracaso. La marea de la guerra se había invertido y Abrantes mostró ser "la llave de Portugal» en el río Tajo, por su posición estratégica.

### La táctica de tierra quemada
Ambos ejércitos habían quedado inmovilizados en Abrantes, cara a cara. Mientras el bando anglo-portugués fue continuamente reforzando sus posiciones y recibía provisiones, las tropas borbónicas tenían su línea de comunicación y de abastecimiento virtualmente cortada por los campesinos armados, las milicias y las ordenanzas ubicadas en su retaguardia. esta situación desastrosa se vería aún más agravada por la táctica de la tierra quemada. Esta táctica sería utilizada nuevamente en 1810-1811 contra los franceses de Masséna, quienes, de manera similar a lo que les había sucedido a los invasores de 1762, fueron detenidos en su marcha hacia Lisboa por el hambre y por los ataques de guerrillas. Tal como lo describió el historiador militar británico Charles Oman:

Throughout Portuguese history the summons to the levy en masse had always been combined with another measure, from which indeed it could not be disentangled-the order to the whole population to evacuate and devastate the land in face of the advancing enemy. The use of the weapon of starvation [...] the plan for defeating the enemy by the system of devastation [...] was an ancient Portuguese device, practised from time immemorial against the Castilian invader, which had never failed of success. [...] When Spain had made her last serious assault on Portugal in 1762 [...] the plan had work admirably.
A través de la historia portuguesa las citaciones de reclutamiento masivo se vieron siempre combinadas con otras medidas, desde lo cual no podía desentrañarse la orden a la población entera de evacuar y devastar la tierra frente al avance del enemigo. El uso del arma del hambre [...] el plan de vencer al enemigo por el sistema de una completa devastación [...] fue una antiguo recurso de los portugueses, practicado desde tiempos inmemoriales contra los invasores castellanos, que nunca cesó de funcionar [...] Cuando España hizo su último asalto serio en Portugal en 1762 [...] el plan funcionó de modo admirable

Además, los soldados portugueses y los campesinos convirtieron a la provincia de Beira en un desierto: la población abandonó las villas, llevándose todo lo que fuese comestible. Los cereales y todo lo que pudiese resultar útil al enemigo fue trasladado o quemado. Incluso los caminos y algunas casas fueron destruidos. De este modo el exhausto ejército hispano-francés fue obligado a elegir entre quedarse frente a Abrantes y morir de hambre, o retirarse hacia la frontera mientras fuera posible.
Dicha táctica demostró ser casi perfecta, ya que se basaba en dos hechos incontrovertibles. Primero, el de que para conquistar Portugal los franceses y españoles debían tomar Lisboa. Segundo, el de que Lisboa sólo podía ser atacada por el norte, muy montañoso, (posibilidad que el sistema defensivo aliado de Abrantes volvía inviable), ya que la ciudad se encuentra protegida por el océano Atlántico al oeste y por el río Tajo hacia el sur y el este, quedando así como dentro de una especie de península. Este plan exploraba tanto la situación geográfica de Lisboa (que le permitía un acceso a provisiones por mar), como el desgaste del ejército franco-español debido al hambre causada por la estrategia de tierra quemada y el colapso de sus líneas logísticas (atacadas por la guerrilla y por otras fuerzas irregulares).

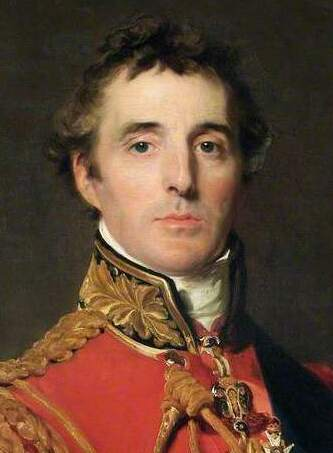
El Duque de Wellington. En 1810, durante su campaña contra Masséna en Portugal, un observador británico observaría que «Wellington está actuando según los planes del Conde La Lippe». Varios historiadores modernos, como Guedela, señalan que los métodos de guerra de 1762 fueron recordados por Wellington en 1810-11, ya que este había leído textos sobre la invasión de Portugal.

 El ejército invasor estaba sufriendo pérdidas terribles y su situación se hacía cada vez más insostenible. Tarde o temprano, los franceses y españoles deberían retirarse destrozados:

"... el bochorno de los enemigos: fueron reducidos a una inacción forzada, mientras que las dificultades de subsistencia, las deserciones y las enfermedades los diezmaban, y además sus caballos morían por falta de forraje. Estando las cosas en esta situación [...] los enemigos [...] pronto se dieron cuenta de que este plan, lejos de llevarlos a conquistar Portugal, los conduciría más bien a la ruina de su ejército."
Comandante de Schaumburg-Lippe en Mémoire de la Campagne de Portugal de 1762.

Entonces Schaumburg-Lippe, viendo la desesperada situación del enemigo, hizo una jugada audaz que decidió la campaña: la fuerza portuguesas del general Townshend -habiendo hecho correr el rumor de que era solo una parte de una nueva fuerza británica de 20 000 hombres recién desembarcados- realizó una maniobra circular hacia la retaguardia del ejército invasor. Este, para no quedar cercado, comenzó a retirarse hacia Castelo Branco (desde el 15 de octubre), que era un punto más cercano a la frontera y en donde se estableció el nuevo cuartel general de los españoles.
Fue en esa situación que el ejército luso-británico abandonó sus posiciones defensivas y se abocó al (ahora reducido) ejército español, atacando su retaguardia, tomando muchos prisioneros, y recuperando casi todas las ciudades y fortalezas que habían sido tomadas por los españoles -y lo que había dado muchas esperanzas a Carlos III. El 3 de noviembre de 1762, durante la reconquista de Penamacor y Monsanto, los portugueses bajo el mando de Hamilton condujeron a una fuerza de caballería española de la retaguardia hacia Escalos de Cima, mientras que los británicos bajo el mando de Fenton barrieron a otras fuerzas españolas en retirada desde Salvaterra. Los españoles, que habían entrado en Portugal como conquistadores, tomando provisiones por la fuerza y quemando las poblaciones que se resistieron a entregárselas, se vieron implacablemente acosados en un territorio enemigo devastado. La naturaleza de la guerra invirtió los hechos anteriores: el cazador se convirtió en la presa.

### El colapso del ejército hispano-francés
Durante su retirada, la armada franco-española –debilitada por el hambre, las enfermedades, y las lluvias torrenciales– colapsó. Miles desertaron (el gobierno portugués estaba ofreciendo 1600 reales para cada soldado español que desertase y 3000 reales para aquellos que se alistasen en la armada portuguesa), mientras sus rezagados y sus heridos fueron masacrados por los campesinos:

"Ayer y antes de ayer, otorgué pasaportes a 45 desertores [españoles]; y tomando en consideración lo que dijeron, la armada española cayó en el abismo. Ellos hablan de 7000 desertores, 12 000 hombres heridos en hospitales, sumados a los muchos que murieron (carta del 27 de octubre) [...] y [el número de desertores] sería mayor, según dicen, si no tuvieran miedo [de ser ejecutados] por nuestra tropa regular (carta del 31 de octubre)."
(cartas de Miguel de Arriaga –secretario del ejército– al primer ministro portugués, Marqués de Pombal, durante la caza de rezagados del ejército hispano-francés).

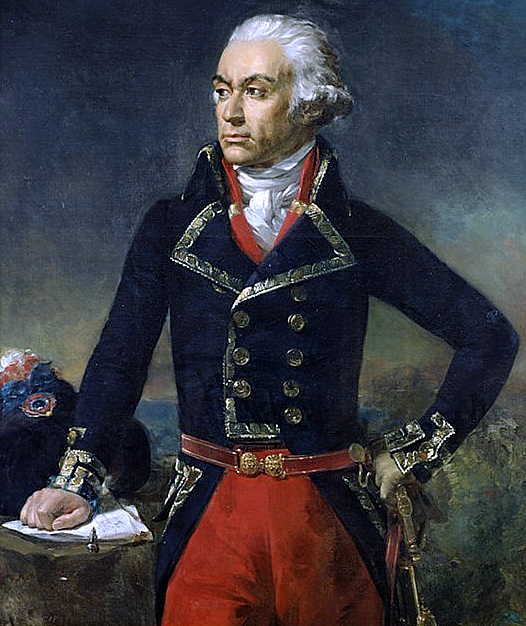
El General Dumouriez, héroe francés que en 1792 derrotó a los prusianos en la batalla de Valmy y a los austríacos en la batalla de Jemappes. Fue el principal cronista borbónico de la invasión hispano-francesa de 1762: "Se lee con asombro que en la historia los españoles fueron casi siempre derrotados por los portugueses [...] este ataque [...] es la causa fundamental de la continua desgracia que los españoles sufrieron desde que llevaron las armas a Portugal."

El coronel escocés John Hamilton escribió el 24 de octubre de 1762 que la armada de Carlos III estaba «en una condición de máxima destrucción», mientras que Lippe agregaría en su Mémoir (1770) que la armada borbónica estaba «diezmada por el hambre, las deserciones y la enfermedad», su caballería sufriendo una “debacle". El total de bajas del ejército franco-español durante las dos primeras invasiones -según el informe remitido por el embajador británico en Portugal, Edward Hay, a Charles Wyndham (8 de noviembre de 1762)-, eran de cerca de 30 000 hombres (la mitad de ellas por deserción), lo que representaba casi tres cuartos de las fuerzas invasoras iniciales.
Isabelle Henry escribió más recientemente que «los españoles, desilusionados, habiendo hecho frente a una resistencia atroz y habiéndolo perdido todo en el campo de batalla, abandonaron la lucha y dejaron atrás veinticinco mil hombres...»
Edmund O'Callaghan estimó que la armada española había perdido ya la mitad de sus efectivos antes de retirarse. El historiador militar José Tertón Ponce escribió que desde el comienzo de la primera invasión hasta la mitad de la segunda –inmediatamente antes de la retirada de Abrantes– la tropa invasora había sufrido 20 000 bajas.
Dumouriez, que viajó por Portugal y España recolectando testimonios de los participantes de la invasión, declaró en 1766 que los españoles habían perdido 15 000 hombres durante la segunda invasión, más otros 10 000 durante la primera invasión a Portugal, de los cuales 4000 murieron en el Hospital de Braganza por heridas y enfermedades. Este cronista no estimó las bajas españolas de la tercera invasión. El desastre de Francia y España fue retratado en estas palabras, muchas veces citadas:

The Court of Spain ordered 40 000 men to march into Portugal [...] The Spanish forces, when they arrived at the frontier, were reduced to 25 000 men, and never did troops experience a more horrible campaign [2nd invasion]. The sick and the stragglers were almost all of them massacred by the peasants [...] the ill-success of the campaign in Portugal; it covered Spain with dishonour, and exhausted her to such a degree as to keep her quiet till the peace."
La corona de España envió 40 000 hombres a Portugal [...] Las fuerzas españolas, al arribar a la frontera, fueron reducidas a 25 000 hombres, y ninguna tropa sufrió jamás una campaña más horrible [por la segunda invasión]. Los heridos y los rezagados fueron casi todos masacrados por los campesinos [...] el mal resultado de la campaña de Portugal deshonró a España, y la extenuó hasta tal punto que tuvo que mantener la paz.
(Extractos del reporte del general francés Dumouriez, quien fue a Portugal para estudiar las causas de la derrota de los franceses y españoles y desarrollar un nuevo plan para atacar Portugal. Su informe fue presentado al rey español en noviembre de 1766 por el embajador francés Ossun, quien omitió algunos pasajes del texto que mencionaban la efectividad de las guerrillas portuguesas. También fue enviado al ministro de relaciones exteriores francés Choiseul).

La retirada de Rusia de Napoleón, por Adolph Northen. Los rusos en 1812, similarmente a los ingleses y portugueses en 1762, pudieron derrotar al enemigo invasor sin ganar ni una batalla. Los rusos utilizaron la técnica de tierra quemada y de guerrillas para debilitar al enemigo, y forzaron la retirada de las tropas napoleónicas con daños mayores -en proporción- a los que sufrieron los invasores en 1762.

Comparativamente, durante la campaña napoleónica que ocurrió pocos años después para conquistar Portugal, en 1810 y 1811, el ejército francés perdió 25 000 hombres (15 000 de ellos muertos de hambre o enfermedades, más 8000 desertores o prisioneros) frente a las fuerzas luso-británicas de Wellington y la guerrilla. Las semejanzas entre ambas invasinoes va mucho más allá que la coincidencia en el número de bajas sufridas por los invasores. El historiador Esdaile escribió que el plan de Wellington era «uno de los esquemas de defensa más perfectos esquemas de defensa jamás concebidos... Explotaba tanto la situación geográfica de la capital de Portugal como la pobreza del país al máximo, mientras que al mismo tiempo implicaba la entrada en acción de la política de tierra quemada».
En los primeros días de julio de 1762 se permitió la creación de dos nuevos regimientos formados por los desertores españoles que habían ingresado en el ejército portugués, esto sin contar con los desertores que habían ya abordado los barcos británicos u holandeses. Esto sugiere un índice de deserción brutal, dado que el grueso de las deserciones tuvo lugar sólo desde mediados de octubre, durante la retirada de los invasores, y la mayor parte de los desertores que sobrevivieron a los paisanos no se incorporaron al ejército portugués, sino que sólo fueron utilizados como informantes o centinelas. Las pérdidas borbónicas fueron devastadoras. Comparativamente, las bajas británicas fueron muy inferiores: catorce soldados fueron muertos en combate y 804 hombres murieron por otras causas, en especial por enfermedades.
La táctica de destruir al oponente sin combate abierto y atacando sólo cuando estuviera en retirada fue la clave de la victoria.

### La caída del cuartel general del ejército español

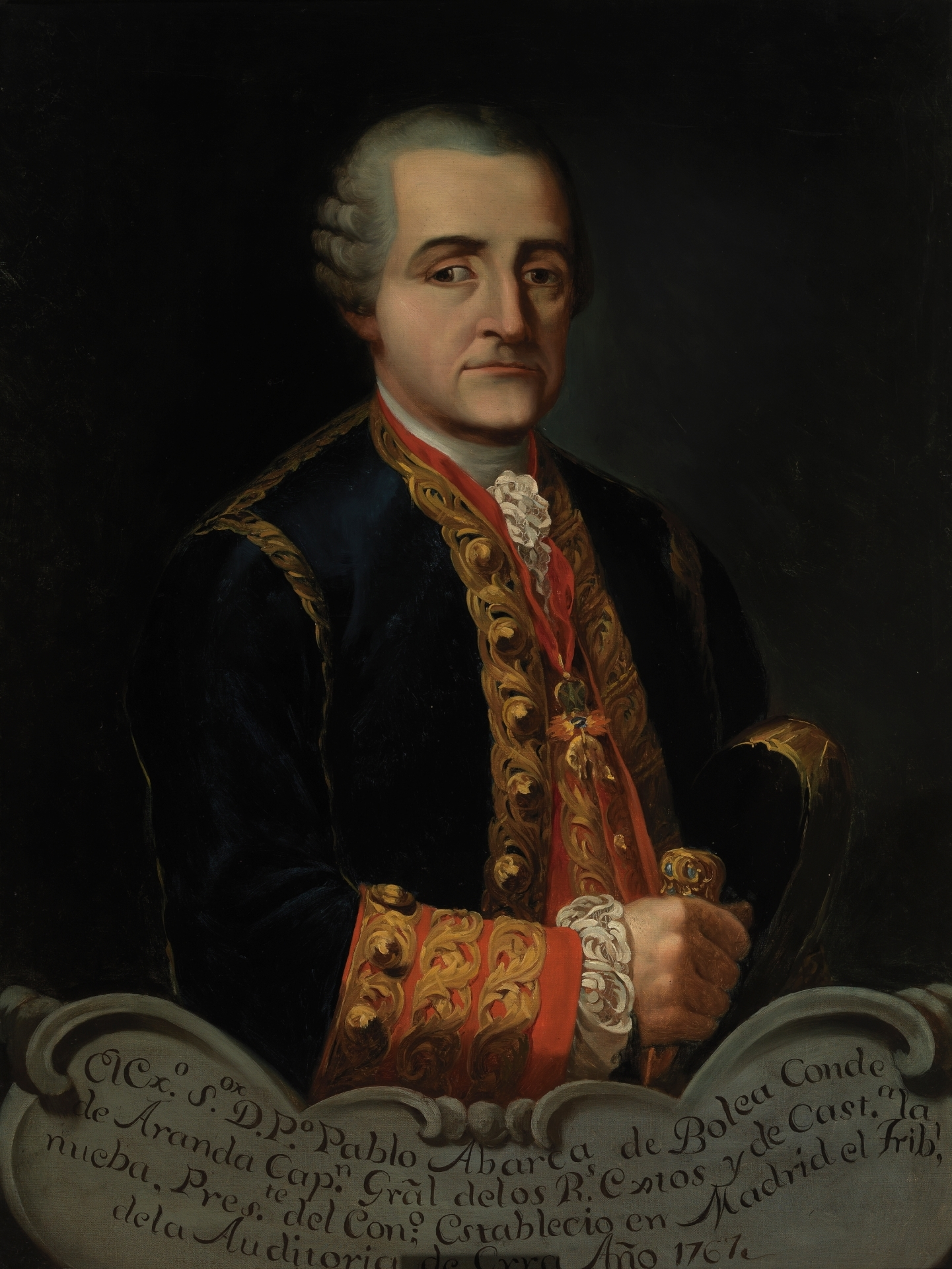
Retrato del Conde de Aranda, por Francisco Jover y Casanova. El conde de Aranda fue un hombre de estado brillante, cuya experiencia como embajador en Lisboa y sus escritos sobre la inevitabilidad de invadir Portugal lo condujeron a ser el comandante de la invasión.

Lo que mejor simboliza la victoria luso-británica es la conquista final del centro de mando del ejército español en Castelo Branco.
Cuando el ejército aliado comenzó un segundo movimiento envolvente para apartar las fuerzas españolas de dentro y de los alrededores de Castelo Branco, los españoles huyeron, abandonando a su destino a los innumerables heridos y enfermos, acompañados por una carta dirigida al Marqués Townshend, comandante de la fuerza portuguesa, en la cual el Conde de Aranda demandaba trato humano para todos hombres que fueran capturados (2 de noviembre de 1762).
El número de españoles tomados puede deducirse de una carta enviada por el secretario del ejército portugués a su primer ministro, seis días antes de la caída e Castelo Branco, el 27 de octubre, que estableció que según los desertores españoles el número total de enfermos en los hospitales españoles era de 12 000. A fines de octubre, las tropas invasoras estaban concentradas casi todas alrededor de Castelo Branco. La cantidad de tropas era excepcionalmente alta, además de los heridos, había muchos enfermos. La epidemia se transmitió a los pobladores portugueses cuando éstos recuperaron la ciudad, poco después de la huida de los españoles. Por lo tanto, la alegría de haber recuperado la ciudad se vio ensombrecida por el pesar y el luto de muchos residentes.
El historiador norteamericano Lawrence H. Gipson (premio Pulitzer de Historia en 1962) afirmó:

Mientras tanto Lippe había concentrado 15 000 hombres entre las tropas británicas y portuguesas en Abrantes, llamado el «paso a Lisboa». Con la llegada de las lluvias otoñales y con sus ejército devastado por la enfermedad y muy disminuido a causa de las deserciones, al general Aranda le resultó imposible permanecer en las montañas desoladas en las que estaba confinado. Comenzó entonces la retirada de sus semihambrientas y semidesnudas tropas hacia España, y de modo tan precipitado que dejaría abandonados a sus enfermos y heridos, según los reportes. [...] La guerra portuguesa realmente había concluidos, y de un modo tan poco glorioso como había auspiciosamente comenzado. Pero esta no fue la única humillación que los españoles sufrieron antes de que el año 1762 llegara a su fin.

Además, la derrota de España en Portugal estuvo acoompañada y agravada por reveses en el imperio y en los mares: "En sólo un año los desafortunados españoles vieron a sus ejércitos derrotados en Portugal, a Cuba y Manilla quitados de su sujeción, destruido el comercio, y aniquilada su flota".
Mientras, los admiradores del Conde de Aranda anticiparon su victoria dándola por descontado. Así fue el caso de Stanislaw Konarski, quien, escribiendo desde Polonia y por ende ignorando el desastre de la alianza franco-española, compuso una oda en su honor, alabando la generosidad y humanismo del vencedor por sobre Portugal y en contra de los habitantes de Lisboa que se rindieron ante él.

## La recompensa de Lippe
Entonces, a excepción de dos fronteras fuertemente defendidas (Chaves y Almeida), todo el país fue militarmente liberado.

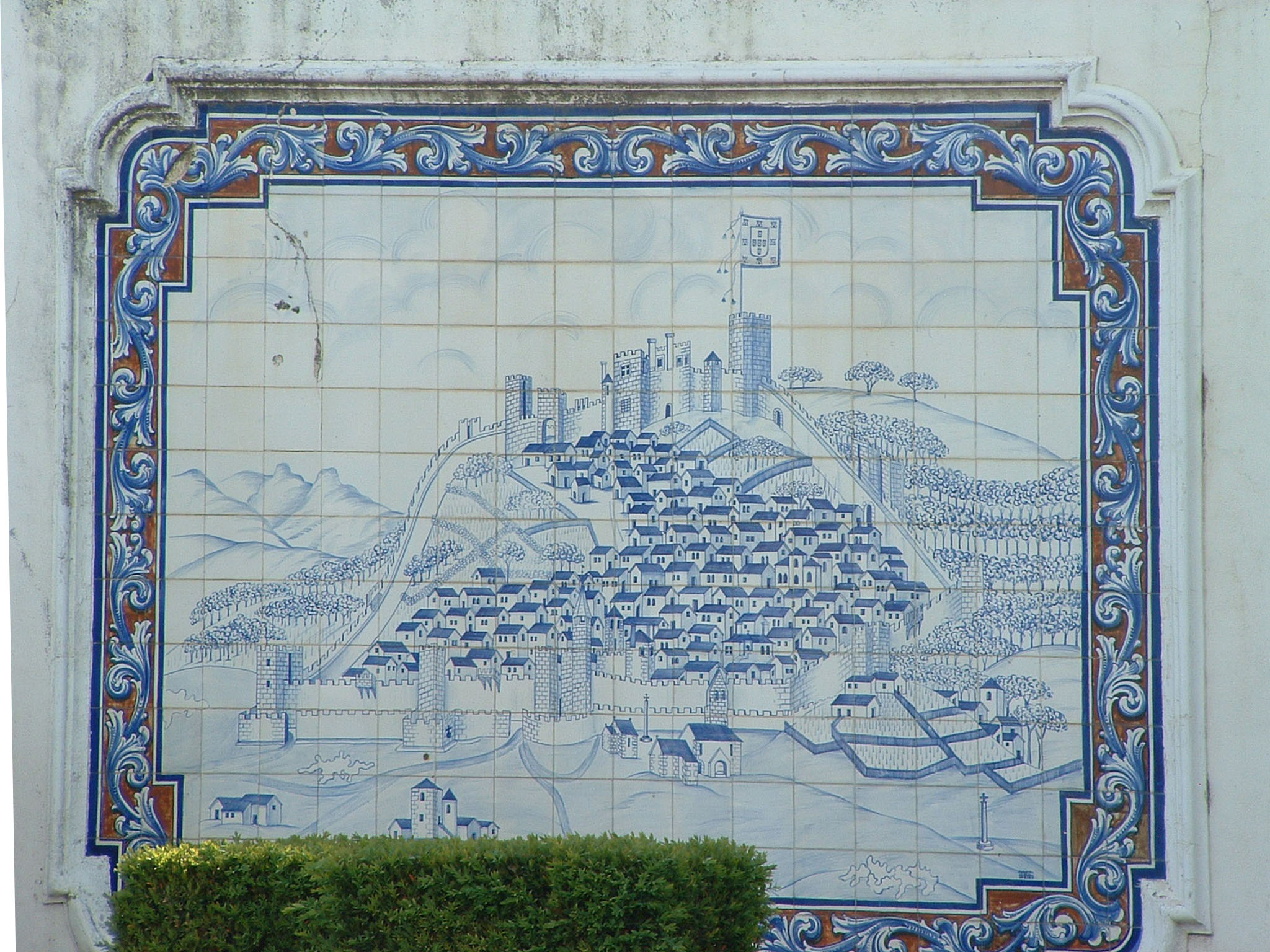
La ciudad de Castelo Branco, utilizada por las tropas borbónicas como cuartel general y ubicación del hospital. La huida frente a un enemigo inferior, dejando a heridos y enfermos en las manos de las tropas luso-británicas, representó una severa merma en el prestigio español, así como la segunda invasión de Portugal.

Los remanentes del ejército invasor fueron expulsados y alcanzados hasta la frontera, e incluso dentro del territorio español, como ocurrió en Codicera, donde varios soldados españoles fueron hechos prisioneros. Al final de la guerra, el conde de Lippe fue invitado por el ministro Pombal de Portugal a permanecer en Portugal para reorganizar y modernizar el ejército portugués, y el conde aceptó la invitación. Cuando Lippe retornó a su país -alabado por Voltaire en su famosa Enciclopedia, y con gran prestigio en Gran Bretaña y Europa– el rey de Portugal le ofreció seis cañones de oro de 32 libras (15 kg) cada uno y una estrella biselada con diamantes, entre otros regalos, como signo de gratitud. El rey determinó que, aunque estuviera ausente de Portugal, Lippe mantendría el mando nominal del ejército portugués con el rango de mariscal general. También se le otorgó el título de “Serena majestad” el 25 de enero de 1763. No obstante, el gobierto británico lo recompensó con el título de “Mariscal de campo honorario”.

## La tercera invasión de Portugal (Alentejo)
La tercera invasión del territorio portugués fue estimulada por las negociaciones de paz durante entre Francia y Gran Bretaña y por los rumores de una paz general (el preliminar Tratado de Fontainebleau se firmó el 3 de noviembre, un día después de la caída del cuartel general español en Portugal). No obstante, después de la derrota en la última invasión, España reorganizó sus tropas para poder conquistar una porción del territorio portugués que pudiera compensar sus colosales pérdidas de dominios coloniales ante Gran Bretaña. Esto habría reforzado su posición y así habría obtenido poder para las conversaciones diplomáticas de paz, lo que culminaría en el Tratado de París del 13 de febrero de 1763.

### El factor sorpresa

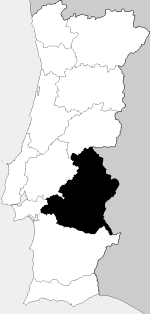
Alentejo, donde se llevó a cabo la fallida tercera invasión española.

Dado que las tropas borbónicas remanentes estaban en cuarteles de invierno dentro de las fronteras españolas (después de cruzar el Tajo en Alcántara, los aliados luso-británicos hizo lo propio en Portugal. Para ese entonces, el ejército francés estaba casi fuera de acción porque además de los caídos, desertados y prisioneros, había 3000 franceses en el hospital de Salamanca.
Aunque Aranda calculó correctamente que si él atacaba primero, antes de la primavera, los cuarteles portugueses serían tomados por sorpresa. En esta ocasión, la llaneza del terreno en la provincia de Alentejo otorgaría una gran ventaja a la caballería española, al contrario de lo que había ocurrido en las invasiones anteriores.
Él estaba al tanto de que las fortalezas portuguesas estaban reforzadas sólo por una segunda línea de tropas, y la experiencia reciente había mostrado que las operaciones de sitio eran su punto débil. Además, el pobre estado de las fortalezas portuguesas en Alentejo era una invitación a la invasión. Durante la inspección de la fortificación, el brigadier general Charles Rainsford recomendó desplazar algunas de las armas de mayor tamaño para evitar que fueran capturadas.
Sin embargo, el conde Lippe había tomado algunas medidas preventivas al fortalecer los cuarteles del fuerte de Alentejo cerca de la frontera (en Elvas, Marvão, Ouguela, Arronches, Alegrete y Campomayor), al mismo tiempo que transfería algunos regimientos del norte hacia el sur del río Tajo, en el  Alentejo, donde continuaban los cuarteles de invierno. También creó una fuerza de reserva con todos los regimientos británicos y algunas tropas portuguesas cerca de Sardoal. Al menos algunos oficiales británicos fueron enviados a comandar a las guarniciones portuguesas en algunos puntos clave: el mariscal de campo Clark a Elvas, el coronel Wrey a Alegrete, el coronel Vaughan a Arronches y el capitán Brown a Marvão; se mantuvo a algunos portugueses al mando, el capitán Brás de Carvalho en Ouguela y el gobernador Marqués del Prado. Todo este conjunto de medidas resultó decisivo.

### La ofensiva
Para esta campaña, los españoles conformaron tres grandes divisiones alrededor de Valencia de Alcántara. En esta ocasión, a diferencia de las anteriores, la invasión española dividió su ejército en varios cuerpos que atacaron cada uno su propio objetivo.
Entre 4000 o 5000 soldados intentaron invadir Marvão con un ataque frontal. La población fue forzada a rendirse, pero el capitán Brown resistió y terminó por vencer a los españoles, que se retiraron.
Otros cuatro escuadrones atacaron el castillo de Ouguela (el 12 de noviembre de 1762) y destruyeron sus murallas. Su pequeña guarnición de cerca de 50 tiradores condujo al enemigo, que se retiró dejando varios heridos. El rey de Portugal ascendió al capitán Brás de Carvalho y a los oficiales de Ouguela a rangos superiores.
El asalto a Campomayor también fracasó pues la unidad española de Badajoz no fue apoyada por la unidad de Albuquerque, la cual se retiró a España cuando parte de los cuarteles portugueses de Campomayor intentaron interceptarlo.

### Tercera retirada, segunda persecución

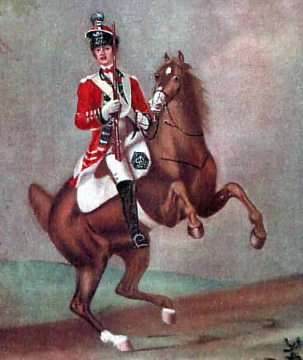
El 16.º regimiento de lanceros de la reina de Burgoyne.

Finalmente el conde de Schaumburg-Lippe llevó a todo el ejército lusobritánico a resguardarse en los cuarteles de invierno (12 de noviembre de 1762) y en cuanto tuvo noticias de que sobrevendría el ataque enemigo llevó a todas las unidades al sur, hacia el río Taho, cerca de Portalegre.
Los españoles quedaron desmoralizados: durante las dos invasiones anteriores no hubo ni una fortaleza que se consiguiera, y ningún bastión resistió, dando tiempo a los portugueses para reagrupar tropas. El ejército portugués no estaba bien disciplinado ni comandado, pero recobró prestigio y tuvo un rápido incremento en tropas con nuevos voluntarios. Por el contrario, las tropas españolas quedaron gravemente dañadas después de los tres intentos fallidos de invasión.
Otra vez el ejército español fue obligado a retirarse el 15 de noviembre de 1762 y por segunda vez fueron perseguidos, con lo que se hicieron muchos prisioneros. Las tropas portuguesas incluso hicieron unos cuantos prisioneros en Alegrete, cuando el coronel Wrey hizo una incursión en Codicera el 19 de noviembre.

### España pide una tregua
El 22 de noviembre de 1762, siete días después del comienzo de la retirada definitiva de los españoles, el comandante a cargo de las tropas francoespañolas, el conde de Aranda, envió al general mayor Bucarelli al centro de mando angloportugués con la propuesta de un cese de hostilidades mutuo, que fue aceptado y firmado el 1 de diciembre de 1762. No obstante, el comando borbónico intentó un último movimiento en simultáneo: el mismo 22 de noviembre el conde de Aranda también envió 4000 hombres para tomar la ciudad de Olivenza. Pero los españoles debieron retirarse al advertir que la ciudad había sido reforzada poco antes en su cuartel.
Un tratado de paz anterior se había firmado ese año en Fontainebleau pero el tratado definitivo se firmó el 10 de febrero de 1763 en París, con el representante portugués, Martinho de Melo e Castro, entre los demás. En este tratado, España se comprometió a devolver a Portugal las ciudades fronterizas de Almeida y Chaves, y la Colonia del Sacramento en Sudamérica (había sido tomada a los portugueses en 1763), con grandes concesiones a los británicos, y sólo recuperando La Habana y Manila.
Mientras, Portugal capturó territorios españoles en América del Sur en 1763: la mayor parte del valle del Río Negro, en la Cuenca del Amazonas, después de expulsar a los españoles del fuerte de San José de Marabitanas y del de San Gabriel da Cachoeira, donde construyeron dos fortificaciones.
Los portugueses, mandados por Antônio Rolim de Moura Tavares, también salieron airosos al resistir al ejército español proveniente de Santa Cruz de la Sierra, que se aproximaba por la ribera occidental del río Iténez, puerta de entrada a la rica provincia del Mato Grosso. El asilo al ejército español, reducido a menos de la mitad por enfermedad, hambre y deserciones, produjo su rendición, dejando a los portugueses en posesión del territorio en disputa.
Así, el enfrentamiento en América del Sur entre España y Portugal durante la guerra de los siete años terminó en un punto muerto. Mientras que los españoles perdieron frente a los portugueses casi todo el territorio que habían conquistado durante el conflicto, la Colonia del Sacramento fue retomada por el ejército español en la guerra no declarada de 1763-1777. Portugal retuvo todas sus conquistas: el valle del (Río Negro y el margen occidental del Río Guaporé / Mato Grosso).

## Razones de la victoria portuguesa

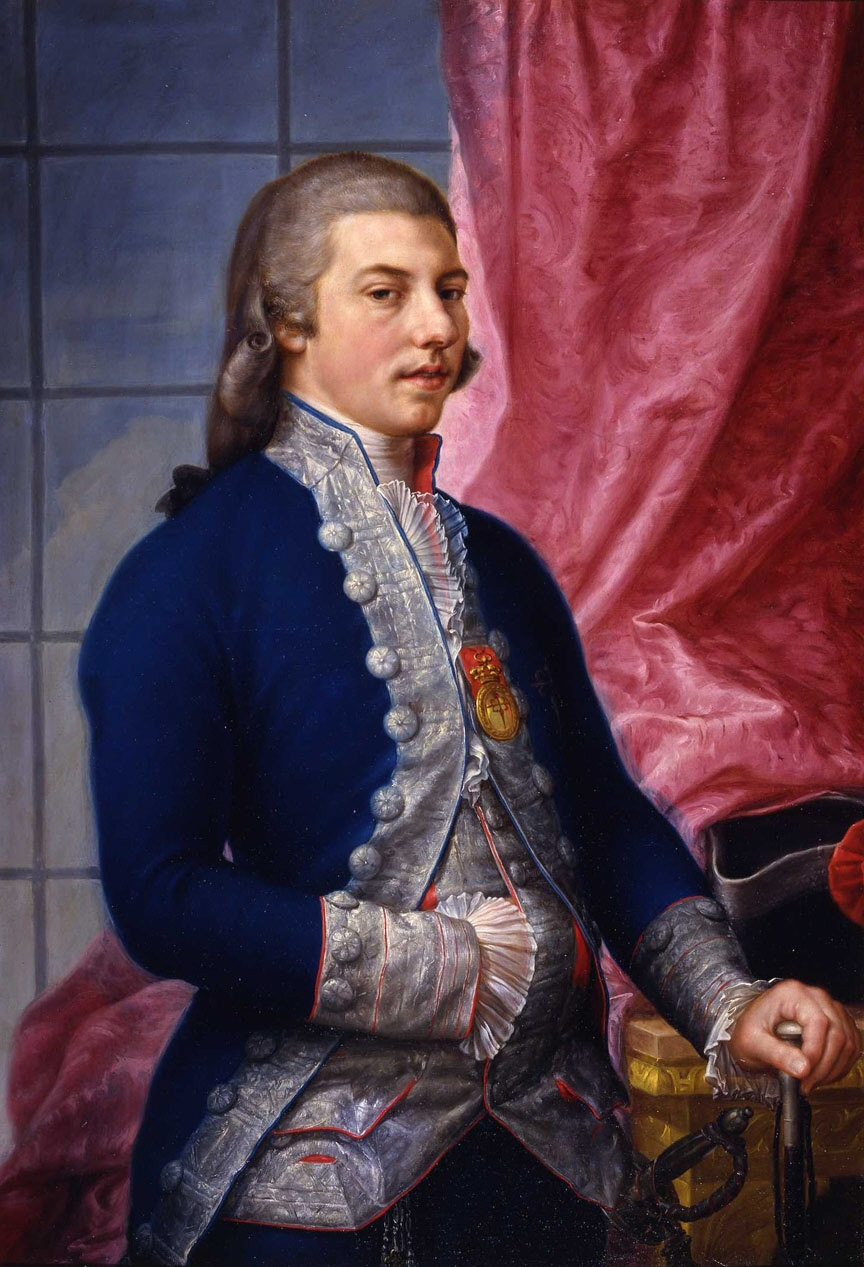
A Manuel de Godoy (aquí retratado por Agustín Esteve) se le atribuye la derrota francoespañola de 1762.

Fue una guerra sin batallas formales, de marchas y contramarchas, y por eso se la llamó la Guerra Fantástica en la historia portuguesa. Implicó una victoria de lo estratégico por sobre el número de tropas, porque los ejércitos de los Borbones no lograron cumplir el objetivo y debieron retirarse ante un enemigo inferior en número. El terreno montañoso y el colapso de la logística fueron circunstancias bien aprovechadas por los aliados angloportugeses.
Finalmente el ingenio de Lippe y el empeño de sus tropas, que lograron reorganizar al ejército portugués, explican la victoria portuguesa que muchos hubieran considerado imposible en su tiempo:

"when Spain declared war against Portugal in 1762, the nominal [Portuguese] army consisted of 17 000 men... of which, not more than half could be mustered, and these without artillery or engineers. The talents of the German Count de La Lippe who commanded them, and the assistance of the British, enabled this force to resist the Spanish army, who retired at the close of the campaign, after sustaining considerable loss as well as from the regulars as the peasants".
"cuando España declaró la guerra a Portugal en 1762, las tropas [portuguesas] consistían en 17 000 hombres... de los que no más de la mitad podían ser dispuestas en el frente de batalla, y sin artillería o ingenieros. Los talentos del conde alemán de La Lippe que los comandó, y la asistencia de los británicos, les permitió resistir al ejército español, que se retiró en el final de campaña, después de muy considerables pérdidas de tropas regulares y de paisanos".
W. Bradford in Sketches of Military Costume in Spain and Portugal.

Lo más determinante fue la feroz resistencia de la población rural ante el invasor extranjero:
Los españoles cometieron varios errores, tales como cambiar tres veces sobre su objetivo principal (de Oporto a Lisboa, y por último Alentejo) y el reemplazar al jefe militar en el momento crítico. Su relación con los franceses era débil: Aranda incluso escribió a la corte española quejándose de las atrocidades cometidas por las tropas francesas contra los pobladores portugueses. Además, la gran tropa enviada a América no solo quitó recursos y logística a la invasión de conquista, sino que incluso impidió una invasión a Portugal por vía marítima.
Asimismo, la superioridad de las tropas borbónicas era aparente al dispersar fuerzas para sostener los avances territoriales conseguidos, la búsqueda de alimentación, caza de guerrilleros, tropas dedicadas a acompañar los envíos desde España, y construcción de caminos. Las tropas restantes disponibles para operaciones militares fueron escasas, estaban hambrientas y desmoralizadas.

## El prestigio español de acuerdo a sus contemporáneos

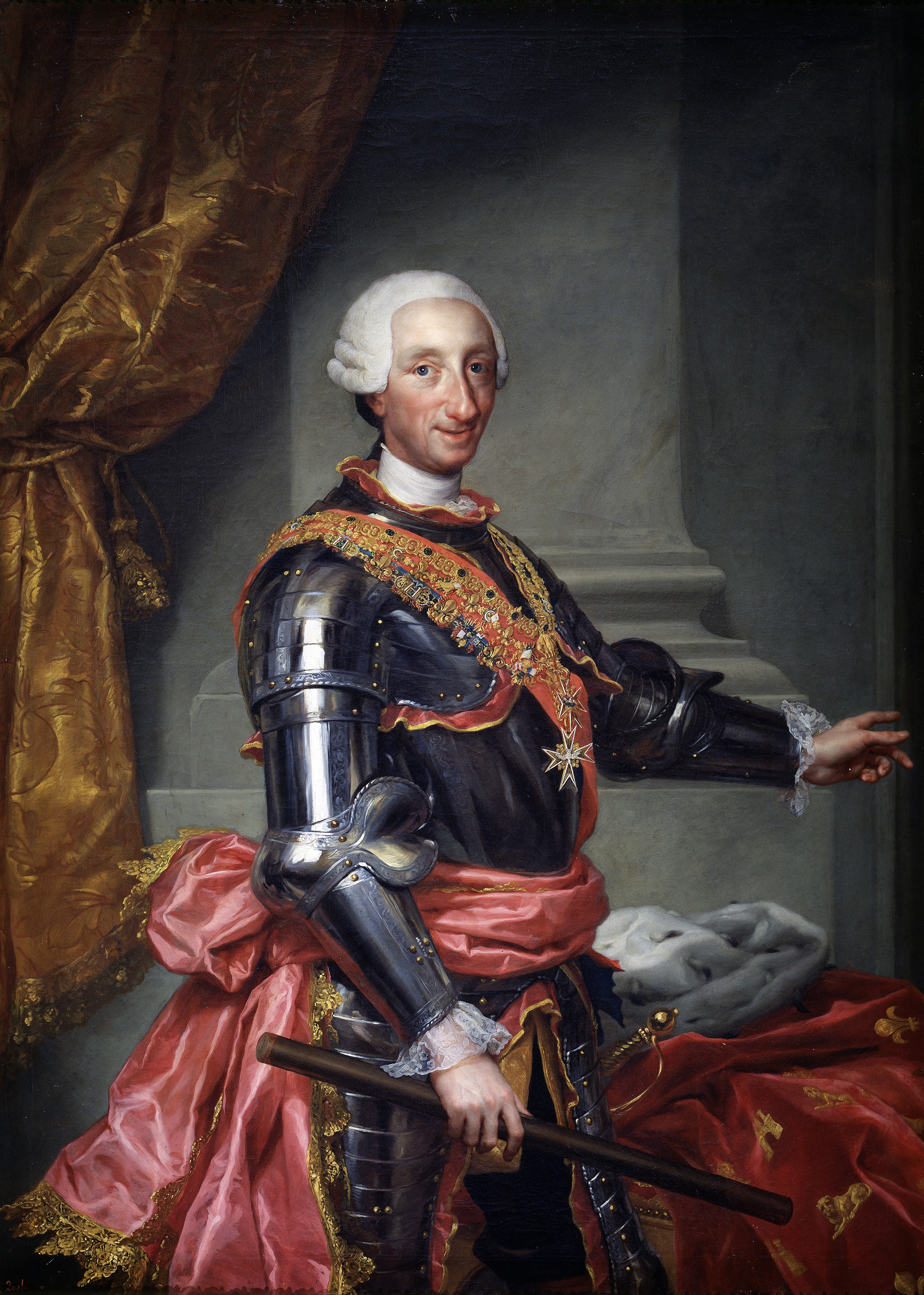
Carlos III de España escribió a su plenipotenciario, el duque de Grimaldi, durante las negociaciones de paz en París en 1762: "Preferiría perder mi dignidad a ver sufrir a mi pueblo". Durante la invasión de Portugal -la principal contribución de España a la Guerra de los Siete Años- fue que España sufrió la mayor pérdida humana (cerca de soldadoss). La Toma de La Habana implicó 9 000 bajas.

Según varios contemporáneos, las pérdidas humanas durante la invasión de Portugal contribuyeron al descrédito de España:
- El general francés Dumouriez, en 1766: "La preservación [de la independencia] de Portugal costó a España su gloria, sus recursos, y un ejército."[204]
- El español José Cornide fue a Portugal en 1772 para estudiar las causas de la derrota franco-española y elaboró un reporte del país: "Juzgo preciso no proponer las operaciones que entonces [en 1762] se adoptador por modelo; el mal suceso de ésta y la pérdida de un considerable número de tropas, y aun de los vecinos [...] fue el fruto de la ignorancia o de la malicia con que fueron combinadas [...] Galicia sólo de resultas de la guerra de [17]62 perdió más de 60 000 personas. [...] Siempre que sigamos el ejemplo del marqués de Bay, y aún las máximas que se han aceptado en la guerra de [17]62, el suceso será tan desgraciado como entonces."[205]

Lejos de salvar a Francia de una derrota, España la compartió e incluso la empeoró. Sin embargo, después de la guerra España se comprometió a guardar la paz, y emprendió un proceso de reformas de gobierno y modernización.

## Un juicio, dos medidas
Tras el final de la Guerra de los Siete Años, en España hubo un consejo de guerra para juzgar a los líderes militares involucrados en la caída de La Habana a manos británicas, sobre todo Juan de Prado y Portocarrero (gobernador de Cuba) y el Marqués del Real Transporte. Pedro Pablo Abarca de Bolea, décimo conde de Aranda, fue el presidente de este consejo. Los castigos fueron por lo general muy severos, y Aranda se mostró particularmente activo al pedir la sentencia de muerte para el ex virrey de Perú, José Manso de Velasco. Su único delito había sido estar en el lugar equivocado en el momento equivocado (cuando regresaba a España después de haber servido a la Corona en Perú desde hace 16 años, cuando fue atrapado en el sitio de La Habana).
La devastadora derrota causó gran conmoción en la opinión pública española, que exigió cabezas de turco. Pero, irónicamente, sería el perdedor de la campaña portuguesa de 1762 quien juzgaría al perdedor de Cuba.

## La invasión en la literatura

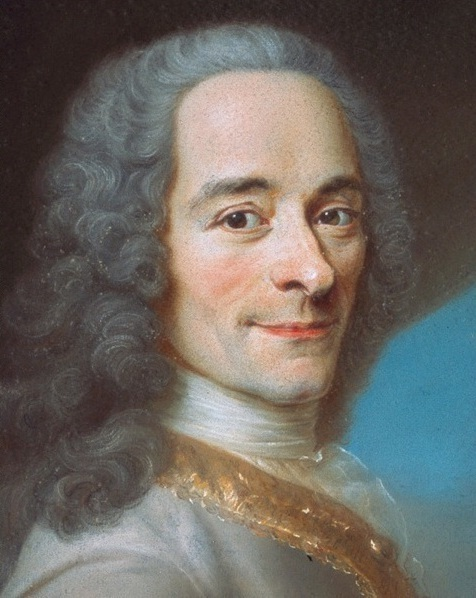
Retrato de Voltaire, quien como otros intelectuales de la época critió la invasión de 1762. Atribuyó la victoria luso-británica al genio del Conde de Lippe. Clasificó el intento español en esta invasión como "el peor colapso político registrado en la historia moderna".

En los textos portugueses de historia, la invasión casi no tiene mención. En la literatura portuguesa, es un punto ciego.
No obstante, en la literatura inglesa hay al menos un libro sobre el tema: Absolute honour, cuyo héroe (Jack Absolute) es un inglés que vive aventuras durante la invasión de los aliado españoles y franceses en 1762.
Por motivos fáciles de entender, la campaña apenas tiene representación en la literatura española. La excepción está en el novelista y dramaturgo Benito Pérez Galdós, quien escribió sobre la batalla de Bailén, en la que un personaje, Santiago Fernández, describe con sarcasmo su participación en la campaña de 1762 defendiendo a su superior, el marqués de Sarria:

«Después de Alejandro el Macedonio no ha nacido otro marqués de Sarriá?... ¡Qué cosas tiene este caballerito! [...] ¿Qué valen todos los generales de hoy, ni los emperadores todos, comparados con el marqués de Sarriá? El marqués de Sarriá era partidario de la táctica prusiana, que consiste en estarse quieto esperando a que venga el enemigo muy desaforadamente, con lo cual éste se cansa pronto y se le remata luego en un dos por tres. En la primera batalla que dimos con los aldeanos portugueses, todos echaron a correr en cuanto nos vieron, y el General mandó a la caballería que se apoderara de un hato de carneros, lo cual se verificó sin efusión de sangre.»

## Estancamiento en América del Sur
La invasión española de Portugal en Europa fue el teatro principal de la guerra, y fue seguida por una invasión española de territorios portugueses en América del Sur. La primera terminó en desastre, la segunda tuvo un resultado mixto.
- Desembocadura del Río de la Plata en la Banda Oriental (hoy Uruguay): la expedición de Cevallos (3 900 hombres)[214] fue exitosa. Conquistaron Colonia del Sacramento, actualmente en el territorio de Uruguay, (con 767 defensores),[215] donde 26 barcos británicos fueron capturados con su carga. Cuando una pequeña dotación lusobritánica intentó retomar Colonia del Sacramento en 1763, fueron repelidos con la pérdida de la principal nave británica (272 bajas) y 105 bajas en una emboscada marítima. Cevallos también tomó la Fortaleza de Santa Teresa (que tenía 400 hombres)[216][217] el 19 de abril de 1763, y el pequeño fuerte San Miguel (contaba con tropa de 30 hombres),[218] el 23 de abril.
- Riogrande del Sur (sur de Brasil): Cevallos avanzó hacia el norte con una tropa hispano-indígena de unos 6 000 hombres y alcanzó una victoria aún mayor cuando conquistó la mayor parte del vasto y rico territorio del llamado "Continente de San Pedro" (el presente estado brasileño de Río Grande do Sul), donde los portugueses tenían solo hasta 1 000 hombres (soldados y milicianos).[219] São José do Norte y Rio Grande do Sul fueron abandonados sin presentar combate.

No obstante, los españoles fueron derrotados en la batalla de Santa Bárbara (1 de enero de 1763) por los portugueses, cuando un ejército invasor de 500 españoles y 2 000 indígenas, en cooperación con Cevallos, intentaron conquistar Río Pardo, casi el únicomo territorio portugués en Rio Grande do Sul: fueron capturados siete cañones, 9 000 cabezas de ganado y 5 000 caballos.
Todo este territorio fue recuperado por los portugueses durante 1763-1777:
- Río Negro (Amazonia, Norte de Brasil): Portugal conquistó la mayor parte del valle del Río Negro (1763), después de desalojar a los españoles del fuerte de Marabitanas y del fuerte São Gabriel de Cachoeira (1763).[187] Establecieron allí dos fortalezas.
- Mato Grosso (oeste brasilero): Los portugueses bajo comando de Antônio Rolim de Moura Tavares, resistieron al ejército español enviado desde Santa Cruz de la Sierra (Bolivia) para apartarlos de la orilla derecha del río Guaporé (Fortaleza de S. Rosa o Conceição), la puerta de las rica provincia aurífera de Mato Grosso (1763), que la corona española pretendía recuperar. Los portugueses no sólo utilizaron la guerra biológica (de acuerdo con el comandante español, el gobernador de Santa Cruz de la Sierra), sino que también capturaron y ocuparon hasta el final de la guerra las reducciones de San Miguel y San Martín, que eran las principales fuentes de suministro española y se encuentran en el lado español (margen izquierda) del río Guaporé.

Así, el ejército español que sitia, reducido a menos de la mitad por la enfermedad, el hambre y las deserciones, tendía a retirarse, dejando a los portugueses en posesión del territorio en disputa. Rolim de Moura después sería premiado por su victoria convirtiéndolo en virrey de Brasil. Un segundo ataque español tiempo después fracaó nuevamente en 1766.
De esta manera, si el enfrentamiento entre Portugal y España en América del Sur durante la Guerra de los Siete Años terminó en un empate táctico, implicó también una victoria estratégica portuguesa en el corto plazo: los españoles perderían con los portugueses casi todo el territorio que habían conquistado durante el conflicto (la Colonia del Sacramento fue devuelta por el Tratado de París, que puso fin a la guerra, y Riogrande del Sur sería retomado del ejército español durante la guerra no declarada de 1763 a 1777), mientras que Portugal retuvo todas sus conquistas en el valle del río Negro y del margen derecho de dicho río.